# Всесвітня історія
Всесві́тня істо́рія — розділ історичної науки, який займається вивченням історії людського світу. 
Минуле людства розуміють і вивчають через антропологію, археологію, генетику та лінгвістику. З моменту винаходу писемності історію людства вивчали за допомогою первинних і вторинних документів. 

Ріст чисельності світового населення

Від початку своєї історії і до утворення перших поселень із сільськогосподарським способом життя, людство пройшло шлях освоєння територій, використання і видобуття вогню, початку споживання м'яса, створення знарядь полювання і праці, розвитку розмовної мови, пробудження свідомості, зародження образотворчого мистецтва.
Сільськогосподарська (неолітична) революція відбулась між 8000 і 5000 роками до н. е. та призвела до утворення осілих спільнот, тобто переходу від кочового способу життя (скотарство і збиральництво) до землеробства. Розрізнені поселення концентрувалися навколо життєдайних ресурсів — родючих природно зрошуваних земель, річок та озер, рясних випасів для худоби. Спільноти розвинулися у цивілізації, чому також сприяло вдосконалення транспортних засобів. Розвивалися різноманітні ремесла, поділ праці і розшарування суспільства на класи. У цих стародавніх цивілізаціях була винайдена писемність, що дозволило передавати знання з покоління в покоління на матеріальних носіях. Ці процеси розвитку стародавніх спільнот, супроводжуючись суперництвом і конфліктами, розвиваючись протягом тисячоліть, призвели до утворення держав і, потім, наддержав (імперій).
Падіння Римської імперії в Європі наприкінці античної епохи ознаменувало початок Середньовіччя.
У середині XV століття винайдення німцем Йоганном Гутенбергом сучасного книгодрукування — відбитками на папері покритими фарбою вирізаними на дерев'яних дошках дзеркального шрифту, вчинила переворот у комунікаціях, допомагаючи завершитися Середньовіччю і проголосити про Новий час, Відродження та науково-технічну революцію.
До XVIII сторіччя накопичення знань і технологій, особливо в Європі, досягло критичної маси, яка вдихнула життя в Промислову революцію. Більше чверті тисячоліття наука, знання, технології, торгівля і супутні їм війни прискорювалися в геометричній прогресії, створюючи як сприятливі умови, так і загрози, з якими нині стикається людська спільнота, що населяє планету.

## Доісторичні часи (бл. 3,3млн років тому— бл. 3 тис. років до н.е.)
Основна стаття: Преісторія
Згідно з даними геологічних досліджень, у найстарших добах розвитку Землі — архейській, протерозойській, палеозойській та мезозойській ерах — сліди людини відсутні. Умови, сприятливі для існування людини, виникли у кайнозойській ері.

### Еволюція людини
Основна стаття: Еволюція людини

Філогенетичне дерево людиноподібних

Люди еволюціонували в Африці від інших приматів. Генетичні дослідження вказують на те, що десь між 13 і 5 мільйонами років тому лінія мавп, яка призвела до Людини розумної (Homo sapiens), відійшла від лінії Шимпанзе (Pan), яка призвела до шимпанзе та бонобо, найближчих живих родичів сучасних людей.

Термін гомінін позначає предків людини, які жили після відокремлення від шимпанзе та бонобо, та включає багато видів і принаймні два різні роди: австралопітека та людини. Інші викопні зразки, як-от Парантроп, Кеніантроп платіопс і Оррорін тугенський, можуть представляти додаткові роди, але палеонтологи обговорюють їх таксономічний статус. Ранні гомініни, як-от австралопітеки, мали такий самий розмір мозку, як і людиноподібні мавпи, але відрізнялися від людиноподібних мавп ходінням на двох ногах. Гомініни почали використовувати рудиментарні кам'яні знаряддя близько 3,3 мільйона років тому, знаменуючи настання епохи палеоліту.

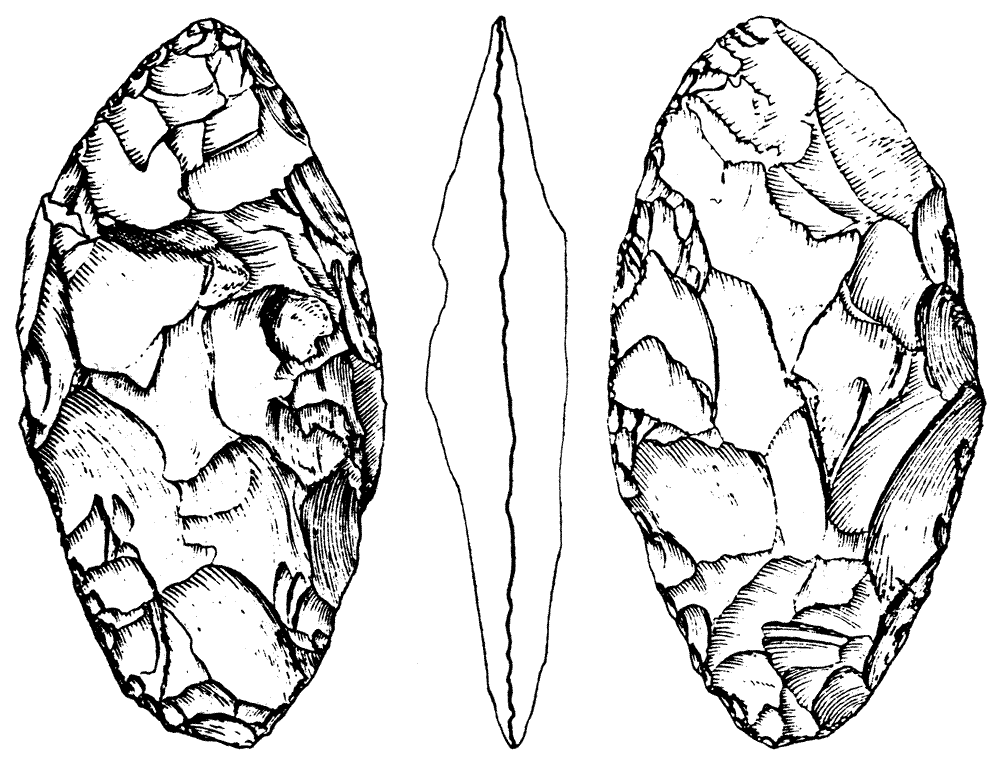
Знаряддя середнього палеоліту. Центральна Європа

Рід Homo пішов від австралопітеків. Найдавніші представники Homo мають спільні ключові риси з австралопітеками, але, як правило, мають більший мозок і менші зуби. Найдавнішою згадкою про Homo є екземпляр LD 350-1 з Ефіопії віком 2,8 мільйона років, а найдавнішим названим видом є Людина уміла (Homo habilis), який виник 2,3 мільйона років тому. Людина прямоходяча (Homo erectus) розвинулася 2 мільйони років тому і була першим видом гомінідів, який покинув Африку та розсіявся по Євразії.
Щонайменше 250 000 років тому люди почали використовувати вогонь для обігріву та приготування їжі.
Починаючи приблизно 500 000 років тому, Homo диверсифікувався у багато нових видів архаїчних людей, як-от неандертальці в Європі, денисовці в Сибіру та мініатюрна людина флореська в Індонезії. Еволюція людини не була простою лінійною чи розгалуженою прогресією, а включала схрещування споріднених видів. Геномні дослідження показали, що гібридизація між суттєво розбіжними лініями була звичайною в еволюції людини. ДНК дані свідчать про те, що кілька генів неандертальського походження присутні серед усіх неафриканських популяцій, а неандертальці та інші гомініни, як-от денисовці, могли внести до 6 % свого геному в сучасну людину.
Найдавніша у Центральній та Східній Європі палеолітична пам'ятка — стоянка Королеве на Закарпатті в Україні, їй близько 1 млн років. Найдавніша пам'ятка нижнього палеоліту на території України на схід від Карпат (1,2 млн р. тому — 400 тис. р. тому) знаходиться біля смт. Меджибіж на Хмельниччині.

### Ранні люди
Основна стаття: Ранні міграції людства

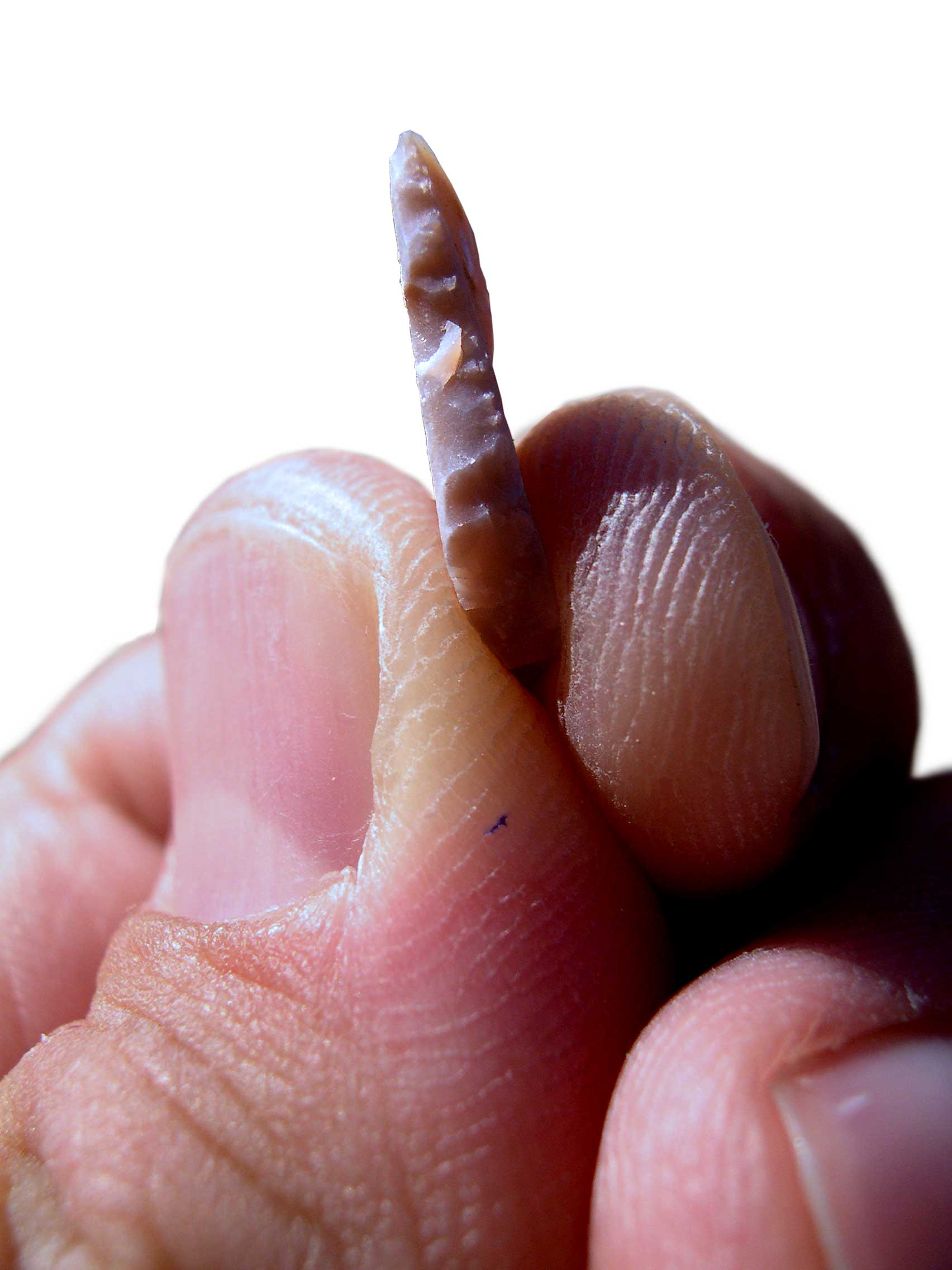
Мікроліт

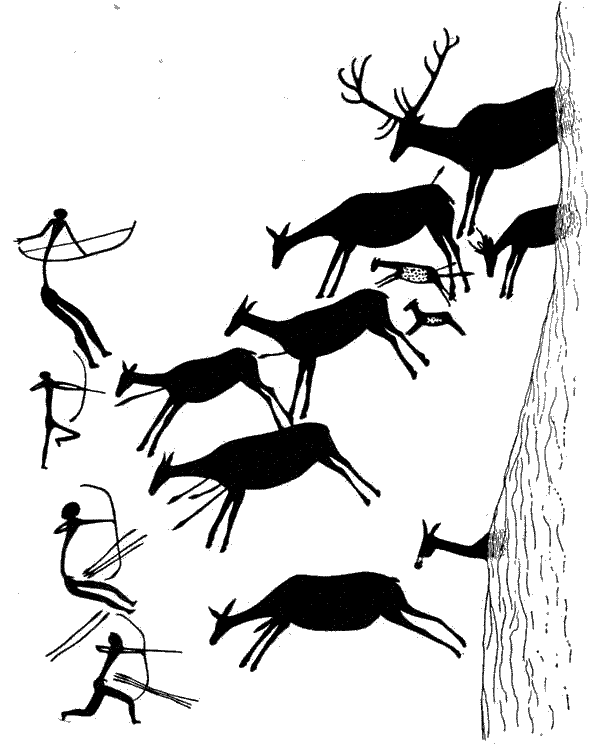
Сцена полювання на оленів. Доісторичний скельний розпис. Іспанія

Зародження ж представників людини розумної (Homo sapiens) відбулося в Африці (на територіях сучасних Кенії, Танзанії та Ефіопії) 200 000 років тому протягом доби палеоліту після тривалої еволюції людини. Це підтверджено наукою на основі генетичних даних і вивчення викопних останків. Сучасна людина швидко поширилася по земній кулі з Африки на вільні від обмерзання зони Європи і Азії. Близько 80 000 років тому люди досягли територій Китаю та Південно-Східної Азії. Швидка експансія людства в Північну Америку і Океанію мала місце в умовах клімату пізнішої епохи зледеніння, коли помірні нині регіони були вкрай негостинні. До кінця льодовикового періоду (близько 12 000 р. до нашого часу) людина заселила майже всі вільні від обмерзання території земної кулі.
Протягом палеоліту всі люди були мисливцями і збирачами, що передбачало в основному кочовий спосіб життя. Хоча спільноти мисливців і збирачів були дуже маленькими, все ж у деяких випадках з'являлася соціальна стратифікація і могли бути можливими контакти між віддаленими спільнотами, як у випадку «великих доріг» аборигенів Австралії. Врешті решт більшість товариств мисливців і збирачів розвинулися або були поглинені великими стуками. Ті ж спільноти, які не звернулись до землеробства і скотарства, або загинули, або залишилися в ізоляції, як у випадку з невеликими племенами мисливців і збирачів, які збереглися у віддалених регіонах світу дотепер.
Мезоліт — період розвитку людства та технології між періодами палеоліту та неоліту. Мезоліт почався з закінченням епохи плейстоцену, близько 10 000 років тому, і закінчився вступом в епоху сільського господарства. У Північній Європі людські спільноти були здатні процвітати на багатих джерелах їжі болотистих місцевостей в умовах теплого клімату. Пам'ятки цього періоду рідкісні і розсіяні. Мезоліт характеризується невеликими крем'яними інструментами — мікролітами і мікрорізцями.

### Піднесення сільського господарства
Основна стаття: Неоліт

Центри виникнення і поширення землеробства

Неоліт, або «нова кам'яна доба», був періодом примітивного технологічного і соціального розвитку на завершальному етапі кам'яної доби. Розпочавшись у 10-му тис. до н. е., неоліт супроводжувався розвитком ранніх сіл, сільського господарства та одомашнення тварин. Найбільша зміна, звана рядом істориків «сільськогосподарською (неолітичною) революцією», відбулася приблизно в 10-му тис. до н. е. з освоєнням людиною сільського господарства. Сільськогосподарські поселення до цього моменту залишалися майже повністю залежними від кам'яних (переважно, крем'яних) знарядь праці. З каменю виробляли ножі, сокири, топірці, свердлики, пилки, гачки для вудок, вістря стріл, з кістки — голки, шпильки, вістря, гребені, ґудзики, прикраси, з дерева — миски, черпаки, ложки. У період неоліту виникло гончарство, вперше почали з'являтися ткані полотна, використовували вовну.
Першими почали займатися сільським господарством жителі Близького Сходу близько 9500 років до н. е. Подальший прорив у сільському господарстві на Середньому Сході пов'язаний із розвитком організованого зрошення та з початком використання спеціалізованої робочої сили близько 5500 років до н. е.

Близько 7-го тис. до н. е. на території Сирії та Палестини стало з'являтися землеробство (вирощували пшеницю та ячмінь). 500 років потому біля поселень почали тримати стада кіз та овець. До 7-го тис. до н. е. сільське господарство поширилося в долині Інду, до 6-го тис. — у Стародавньому Єгипті, до 5-го тис. — у Китаї. У 7-му тис. до н. е. сільськогосподарський спосіб життя поширився на територію теперішньої Греції, Сербії та Італії, 5-му тис. до н. е. — західну Шотландію, 3-му тис. до н. е. — на Скандинавію. На той час 80 % території Європи було вкрито лісами. 

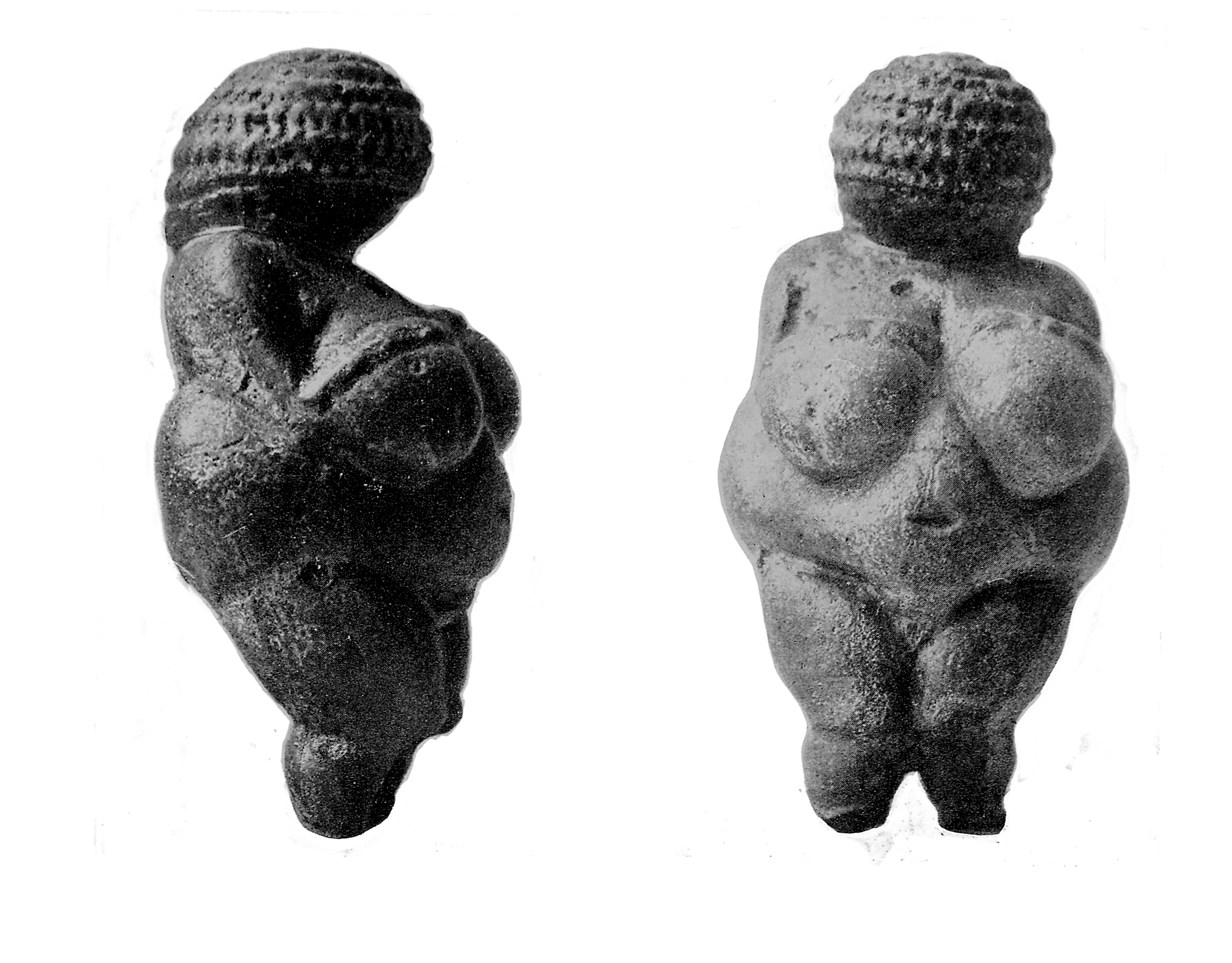
Жіноча фігурка з оолітичного вапняку тонованого червоною охрою. Віллендорф, Австрія

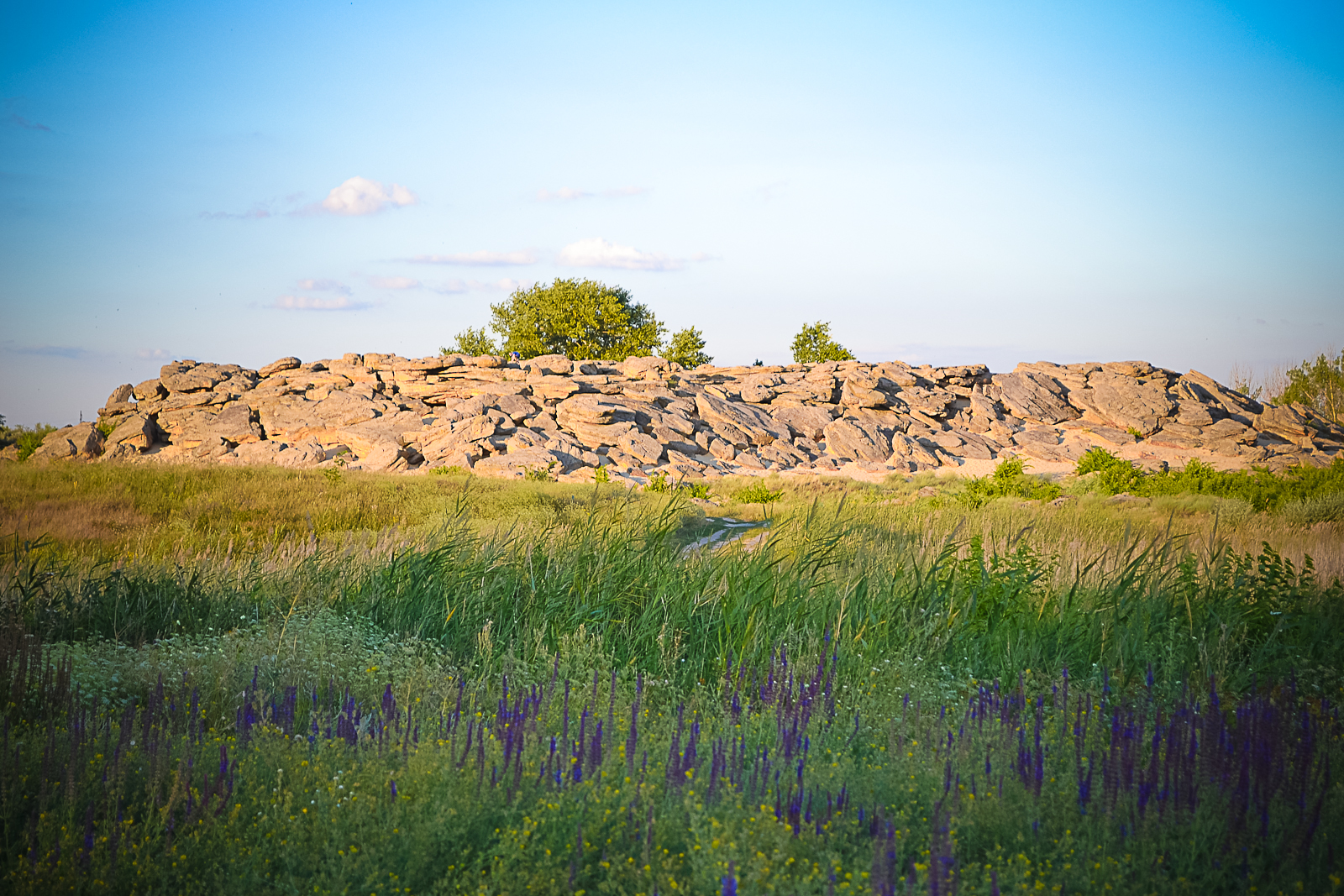
Доісторична пам'ятка Кам'яна могила

Більшість істориків простежує становлення складних релігійних культів з епохи неоліту. Релігійні переконання в цей період зазвичай складалися в поклонінні Небесної матері, батька Небесного, Сонцю і Місяцю як божествам. Святилища удосконалювалися і згодом перетворилися в церковні установи зі складною ієрархією жерців і жриць, інших чиновників. Характерною для неоліту була тенденція поклоніння антропоморфним божествам.
На території нинішньої України археологи виявили ряд неолітичних культур: німанську, дніпро-донецьку, сурську, ямково-гребінцевої кераміки, лінійно-стрічкової кераміки, буго-дністровську тощо. У 6-му тисячолітті до н. е. носії так званої культури Кукутені-Трипілля заселили лісостепову смугу між Дунаєм і Дніпром, займалися скотарством і землеробством, будували величезні поселення, виготовляли глиняні скульптури та фарбовану кераміку. Аналіз життєдіяльності носіїв цих культур свідчить про ускладнення їх світосприйняття, появу нових релігійних культів, зокрема культів пов'язаних із вшануванням пращурів. Найвідомішими пам'ятками неолітичної культури є Кам'яна Могила поблизу Мелітополя.
Першим із металів, які почала використовувати людина, була мідь (близько 4-го тис. до н. е.), археологи вирізняють окрему мідно-кам'яну добу — енеоліт.

## Стародавні часи (бл.3 тис. років до н.е.— бл.  500 років н.е.)
Основна стаття: Стародавній світ
Історія стародавнього світу охоплює період від появи писемності і тому писемних джерел про минуле Давнього світу, до початку середньовіччя коли виникли основні монотеїстичні релігії. Протягом цього часу найрозвиненішою частиною світу був Близький Схід та субтропічний пояс Євразії.

### Колиски цивілізації
Основні статті: Колиска цивілізації, Бронзова доба та Залізна доба

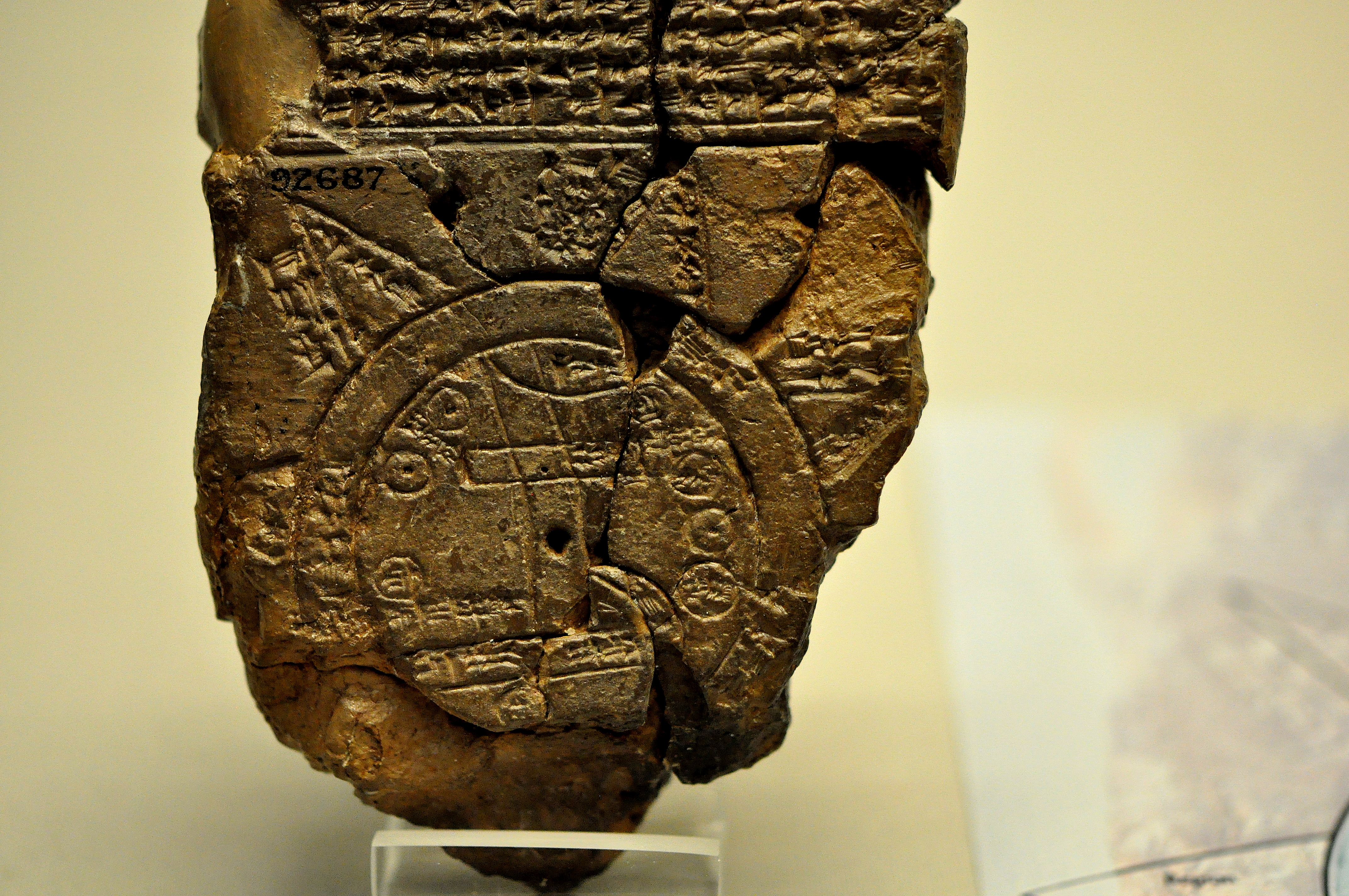
Вавилонська карта світу на глиняній табличці з Сіппару, Месопотамія. 700—500 рр. до н. е.

Бронзова доба ознаменувалася розвитком міст і цивілізацій. Ранні цивілізації виникли поблизу річок, спочатку в Месопотамії (3000 р. до н. е.) з Тигром і Євфратом, єгипетська цивілізація — вздовж річки Ніл (3000 р. до н. е.), цивілізація долини Інду в Пакистані та північно-західній Індії (2500 р. до н. е.), і китайська цивілізація вздовж Янцзи та Хуанхе (2200 р. до н. е.). Після 3-го тис. до н. е. у Греції стали масово вирощувати оливкові дерева та виноград.
Ці суспільства розвинули низку об'єднуючих характеристик, включаючи центральний уряд, складну економіку та соціальну структуру, системи для ведення записів, а також різні культури та релігії. Ці культури по-різному винайшли колесо, математику, обробку бронзи, вітрильні човни, гончарний круг, ткане полотно, будівництво монументальних будівель, писемність. Розвинулися політеїстичні релігії, зосереджені у храмах, де жерці і жриці здійснювали обряди жертвопринесення.

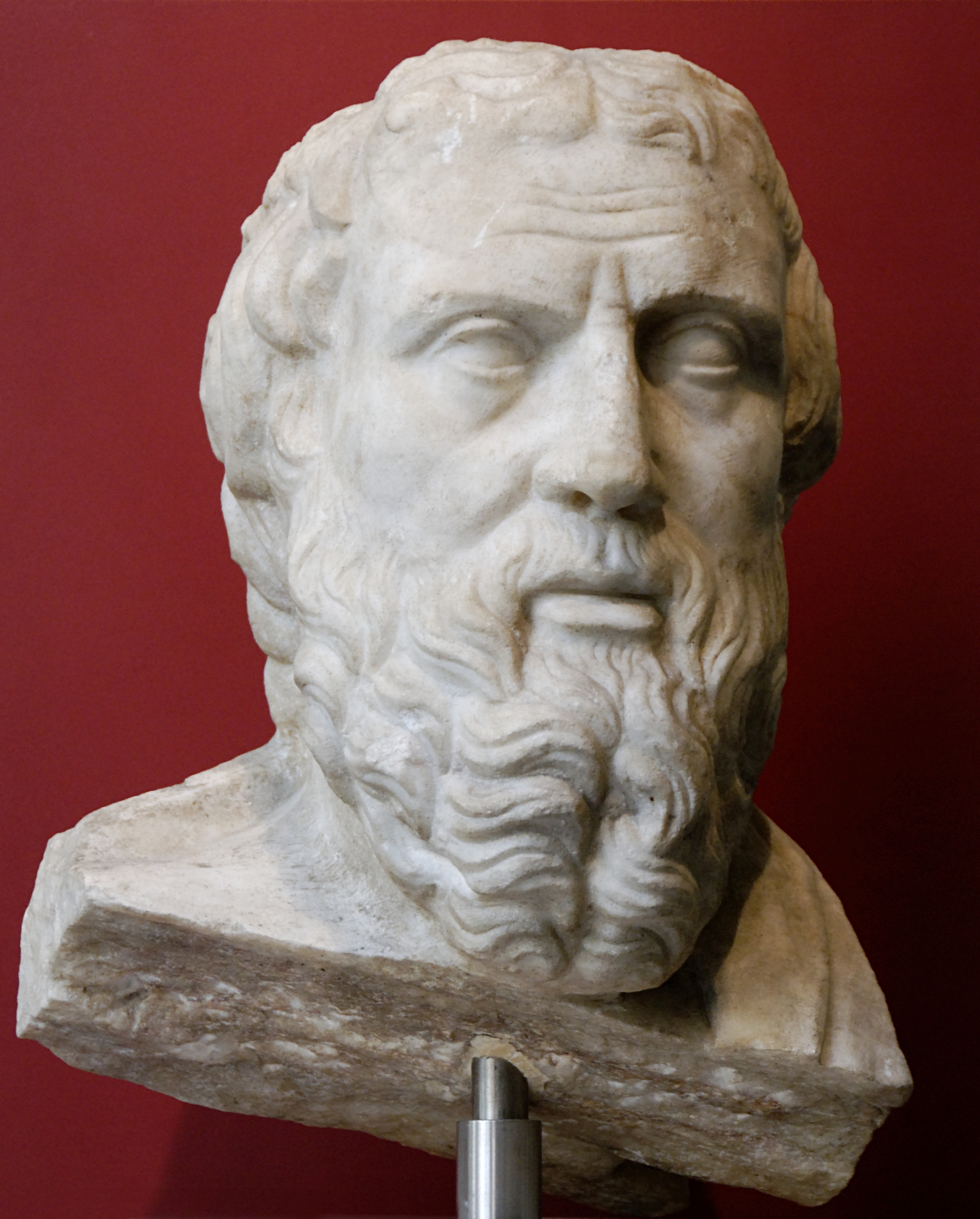
Геродот

Писемність полегшувала управління містами, висловлювання думок і збереження інформації. Вчені визнають, що писемність могла незалежно розвинутися принаймні в чотирьох стародавніх цивілізаціях: Месопотамії (3300 р. до н. е.), Єгипті (близько 3250 р. до н. е.), Китаї (1200 р. до н. е.)  та низовині Месоамерики (до 650 р. до н. е.).  Серед найдавніших письмових релігійних писань, що збереглися, є тексти єгипетських пірамід, найдавніші з яких датуються між 2400 і 2300 роками до нашої ери.
Історія стародавнього світу відома нам із небагатьох літописних джерел, серед яких особливо виділяються літописи давньогрецького вченого Геродота. Він жив 2450 років тому і його писання збереглися досі. Геродот відвідував чорноморські степи, плавав по Дніпру до погорів, бачив скіфів, чиї землі простягалися від Дунаю до Дону майже на 1000 км, а на північ — кілометрів на 700.

#### Торгівля
Уперше у світі карбування монет було розпочате близько 625 року до н. е. у Лідії (західна Анатолія сучасної Туреччини). У 4-му тис. до н. е. виникли торгові шляхи в східному Середземномор'ї. У 3-му тис. до н. е. з'явилися перші протяжні торгові маршрути, коли в Месопотамії шумери почали торгівлю з давньоіндійською цивілізацією. У 2-му тис. до н. е. виник Великий шовковий шлях між Китаєм і Сирією. Міста Центральної Азії і Перської імперії стали величезними перехрестями цих торгових маршрутів. В 1-му тис. до н. е. фінікійська і давньогрецька цивілізації заснували торгово-орієнтовані імперії в середземноморському басейні. У кін. 1-го — на поч. 2-го тис. н. е. араби домінували на торгових маршрутах Індійського океану, Східної Азії та Сахари. У кін. 1-го тис. у торгівлі Середземномор'я домінували араби і євреї. На поч. 2-го тисячоліття італійці перехопили цю роль. Фламандські і німецькі міста стали центрами торговельних маршрутів у Північній Європі.
Усі великі міста розвинулися на перехрестях торгових маршрутів.

#### Стародавні цивілізації

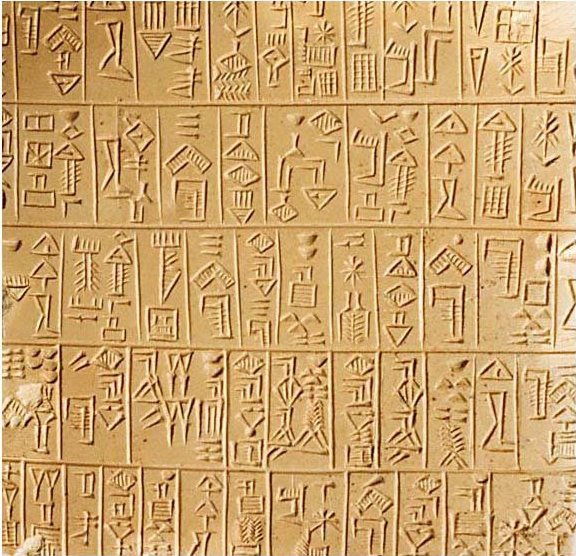
Клинопис, найраніша відома система письма.

Єгипет і Хеттське царство в період пізньої бронзової доби

Імперії виникали шляхом встановлення суверенітету центральних племен над завойованими прилеглими областями (гегемонія). Великі імперії залежали від військової анексії територій і від формування захищених поселень, ставали сільськогосподарськими центрами.
До ранньокласових цивілізацій (кінець 4-го — початок 1-го тис. до н. е.) відносять: давньоєгипетську, шумерську, ассирійську, вавилонську, еллінську, мінойську, індійську, китайську. До античних цивілізацій (VIII ст. до н. е. — V ст. н. е.) відносять: греко-римську, перську, фінікійську, індійську, китайську, японську, давньоамериканську.
Можливо першою цивілізацією є Шумерська. Саме в її містах, виникла найраніша відома форма письма, клинопис.
У кін. 4-го — на поч. 3-го тис. до н. е. виникли перші держави в Месопотамії, Стародавньому Єгипті та Стародавній Індії.
У кін. 3-го — на поч. 2-го тис. до н. е. виникла держава в Китаї.
У 2-му тисячолітті до н. е. виникли цивілізації на Криті, у материковій Греції та в центральній Туреччині. Хеттська держава.
XIII ст. до н. е. — вихід євреїв із Єгипту.

#### Стародавній Єгипет
Основна стаття: Стародавній Єгипет

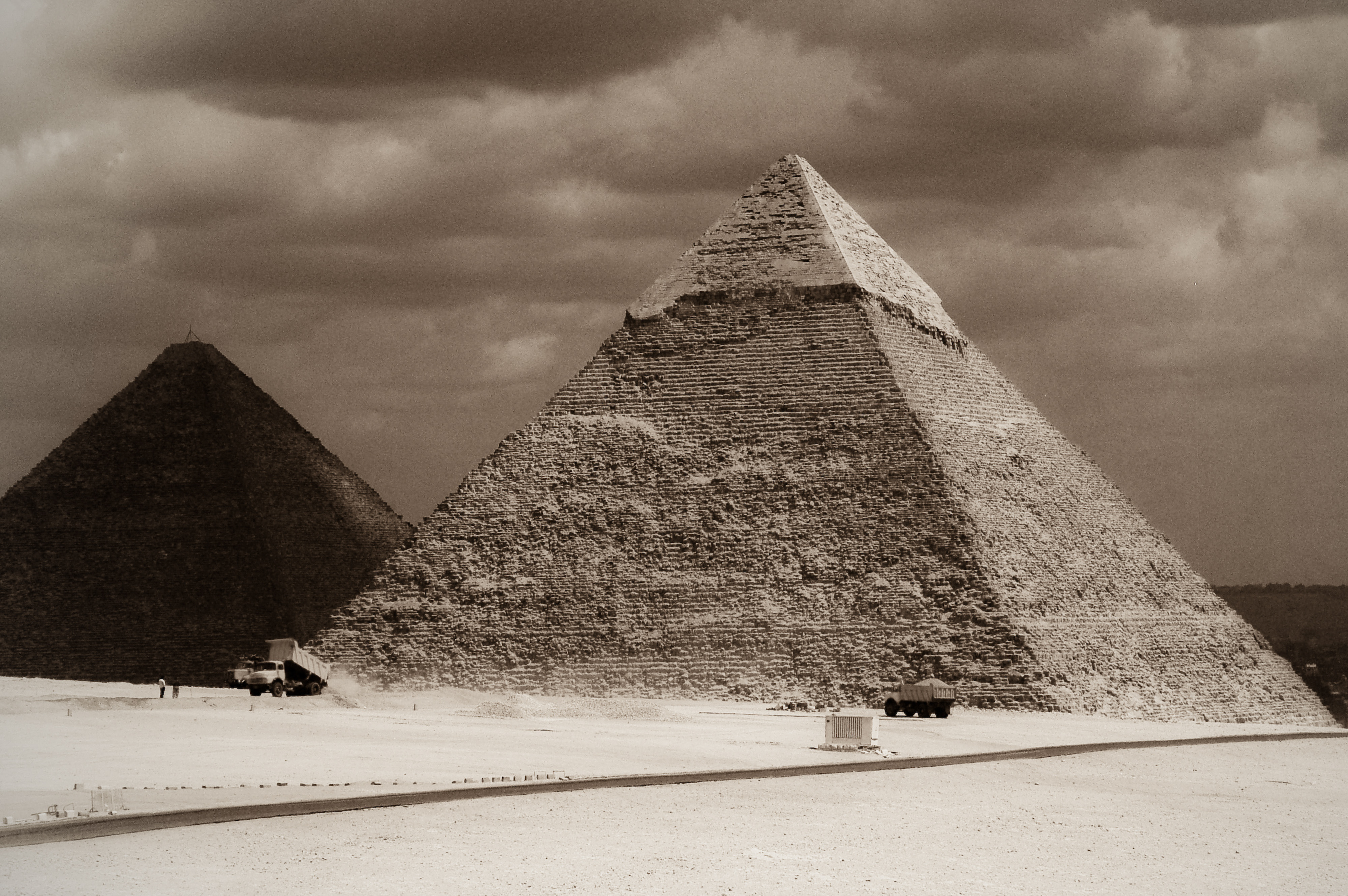
Велика піраміда в Гізі (піраміда Хеопса), Піраміда Хефрена (зліва направо). Каїр, Єгипет

У Стародавньому Єгипті були побудовані піраміди — гігантські усипальниці фараонів, що їх пізніше греки визнали одним із семи чудес світу.
Перша на світі піраміда з'явилася п'ять тисяч років тому, за часів фараона Джосера. Створив її архітектор на ім'я Амінхотеп. До того часу у Єгипті майже не будувалося кам'яних будівель. Житлові приміщення споруджувалися з дерева, очерету або глини, а палаци та мастаби — поховальні споруди у вигляді сірникової коробки — з цегли. Найвідоміші з пірамід — гігантські усипальниці єгипетських фараонів Хуфу (Хеопса) та Хафрі (Хефрена), вік яких наближається до п'яти тисяч років. За твердженням Геродота, піраміду Хеопса будували двадцять років, і зайнято на будівництві було одночасно сто тисяч осіб.
Частина істориків вважає, що найранішними збереженими релігійними священними текстами є Тексти Пірамід, створені єгиптянами близько 3100 року до н. е.
Давньоєгипетська релігія — політеїстична. Сформувалась у VI—IV ст. до н. е. Характерною рисою цієї релігії є обожнювання тварин. До найшанованіших тварин — втілення різних богів — відносились: бик (Апіс, Мневіс та ін.), корова (Хатор, Ісіда), баран (Амон, Хнум), змія, крокодил (Себек), кішка (Баст), сокіл (Гор), ібіс (Тот) і т. д. За уявленнями стародавніх єгиптян, світ спочатку мав вигляд хаосу, був водною безоднею, з якої вийшли боги, що створили землю, небо, людей тварин і рослини. Традицією давньоєгипетської релігії було обожнювання фараонів, які бачились як «служителі Гора», що впливало на династійність царювання.
Велику роль у давньоєгипетській релігії відігравали уявлення про загробне життя як безпосереднє продовження земного, але тільки в могилі. З часом виникли уявлення про те, що душі померлих подорожують по світу тощо.

#### Близький Схід
Часи появи імперій:

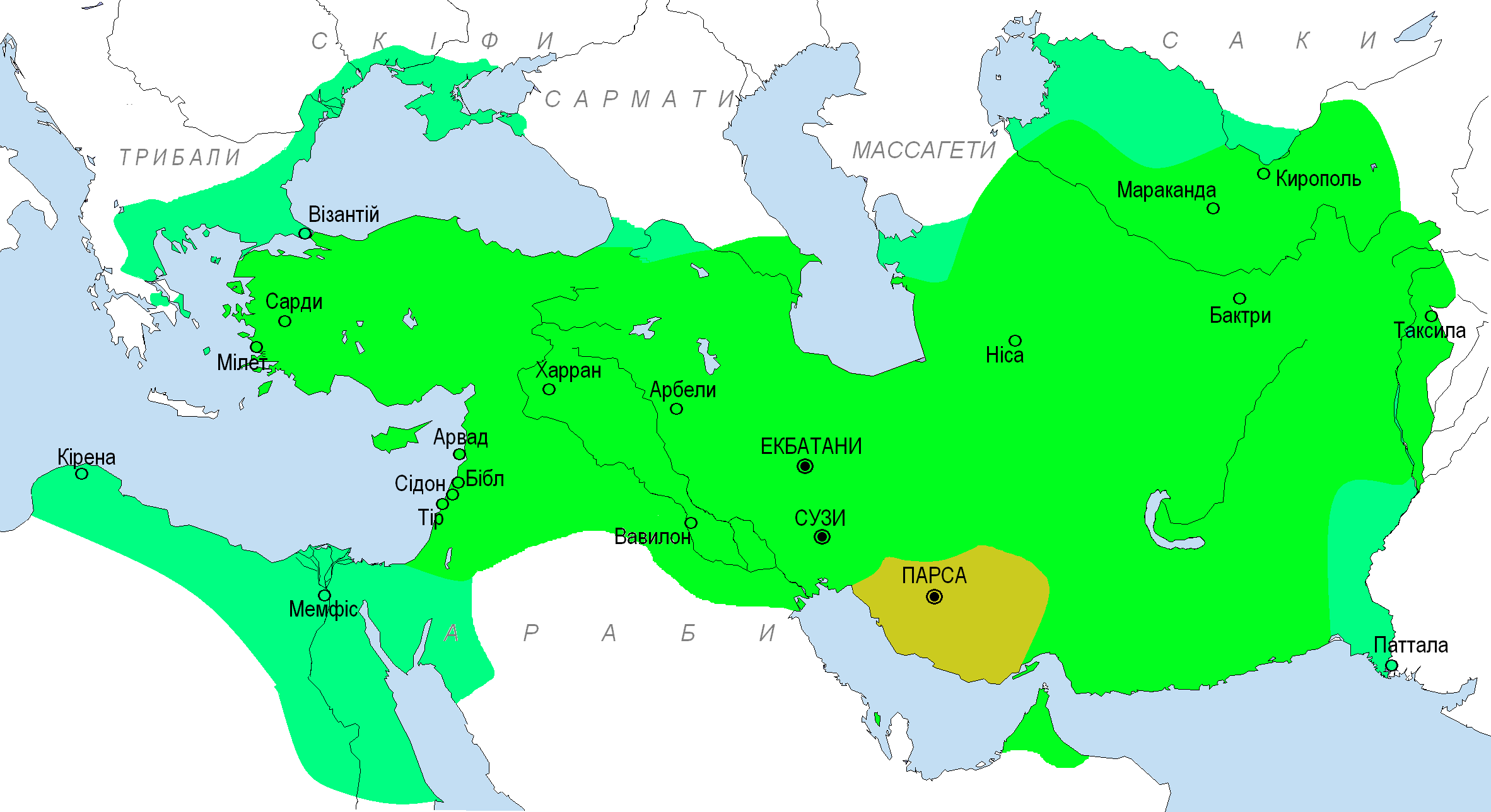
Перська імперія

- Новоассирійська імперія (750—620 р. до н. е.);
- Перська імперія (VI ст. до н. е.);
- Імперія Маур'їв (IV ст. до н. е.);
- Китайська імперія (III ст. до н. е.);
- Римська імперія (I ст. до н. е.);
- Монгольська імперія (у XIII ст.) — найбільша за займаною територією.

У VIII ст. Арабський халіфат (правив від Іспанії до Ірану) і Китайська імперія династії Тан (правила від Сіньцзяну до Кореї) десятиліттями боролися за контроль над Центральною Азією.
Давньоіранську релігію називають ще зороастризмом. Її засновником вважають пророка Заратустру, якому приписують створення священної книги Авести і об'єднання основних релігійних уявлень стародавніх персів.
Імперії зіткнулися з загальними проблемами, пов'язаними з необхідністю утримання величезних армій і центральної бюрократії. Ці витрати лягали важким тягарем в основному на селянство, у той час як великі землевласники були здатні ухилятися від тиску централізованого управління. Набіги варварів на кордони прискорили процеси внутрішнього розпаду.

#### Стародавня Індія

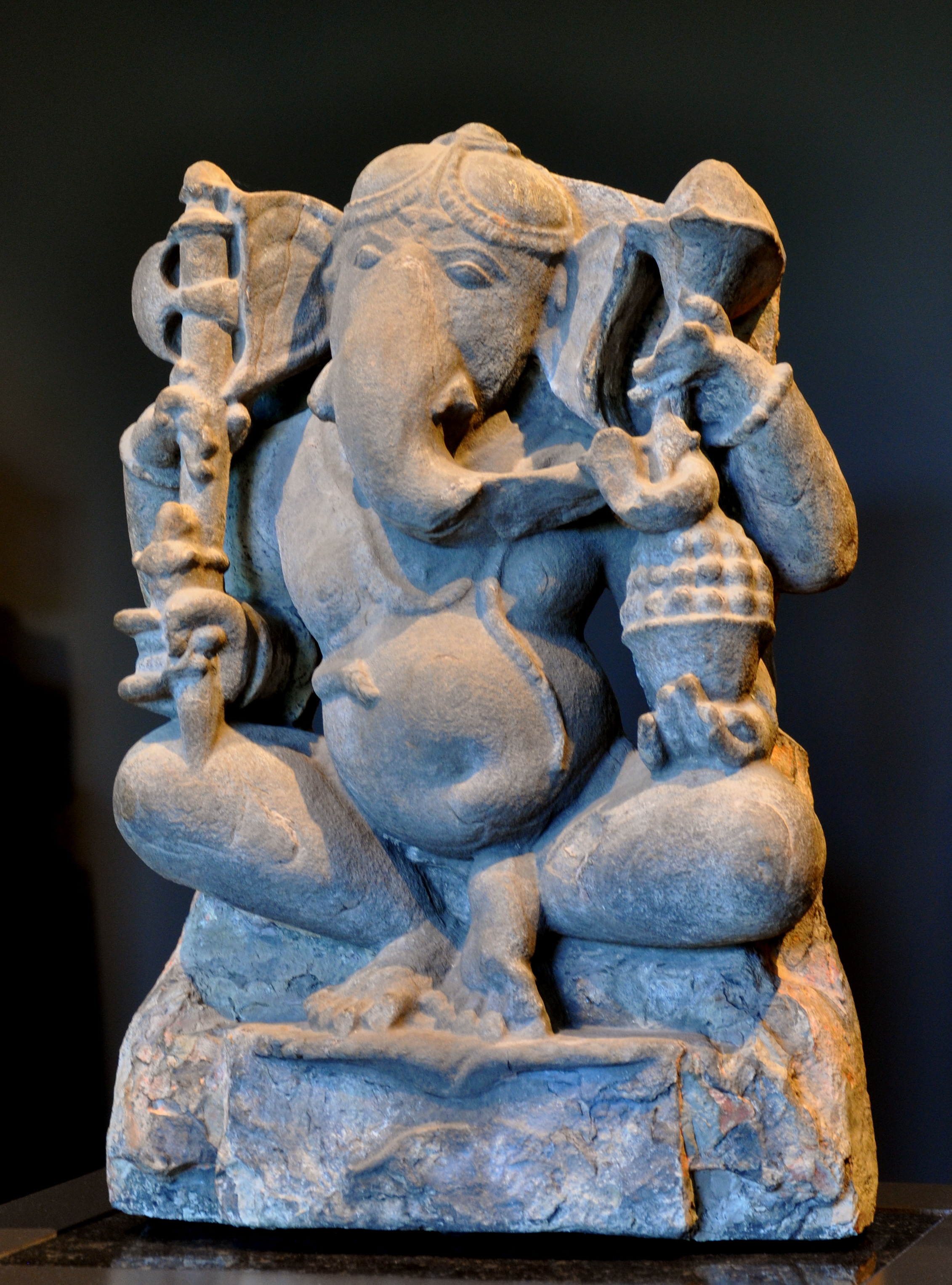
Фігурка індійського бога Ганеша часів династії Чандела (музей у м. Цюрих)

В Індії Імперія Маур'їв правила в південній частині, у той час як Імперія Пандиїв — у південній частині Індії.
Давньоіндійська релігія виникла у II тис. до н. е. у середовищі так званих індо-аріїв. У становленні цієї релігії виділяють ведичну та брахманську доби. Перша з них характеризується створенням священних книг — Вед. Весь пантеон складається з 33 богів (хоча згадуються й інші числа), які діляться на земних, атмосферних та небесних. Головний сенс обрядовості — жертвоприношення як вживання священного напою або принесення в жертву богам рослин, тварин, людей.
Брахманська доба відзначається зміною ритуалу, створенням коментарів до Вед, а також релігійно — брахманів, поширюється явище аскези. Світ, згідно вчення цього періоду, керується загальними законами карми. Панівною стає концепція реінкарнації та необхідності звільнення від нескінченних змін своїх станів (сансара). Джерелами вивчення давньоіндійської релігії, зокрема брахманізму, є тексти: збірки Вед, Брахмани, Аран'яки, Упанішади.
Головний принцип світосприйняття брахманізму — обожнювання природи. Привілейованим станом у давньоіндійському суспільстві були жерці — брахмани. Спочатку основна їх функція складалась з виконання обрядів та промовляння або співання молитов. Але з розвитком релігійного мислення вони монополізують практично всі сфери життя суспільства.
В VI ст. до н. е. поява буддизму і джайнізму призвела до реформування брахманізму і, як наслідок — поява наприкінці 1 тис. до н. е. індуїзму. Серед розмаїття богів в індуїзмі найпоширенішими і найшанованішими є Брахма, Вішну і Шива. Вони складають тріаду головних індійських богів і уособлюють три основні функції — творчу, охоронну і руйнівну. Індуїзм зберігся донині й налічує приблизно мільярд віруючих. Його сповідує 85 % населення Індії, він поширений у Пакистані, Малайзії, Шрі-Ланці, Непалі, Бангладеш, ряді країн Африки.
Буддизм виник в VI—V ст. до н. е. в Індії і поширився в Південній, Південно-Східній і Центральній Азії та на Далекому Сході. Нині у світі близько 400 млн буддистів (з них близько 1 млн — ченці). Засновник буддизму — царевич Сіддхартха Гаутама. Після свого «просвітлення» він став Буддою.

### Осьова епоха
Основні статті: Осьовий час, Історія філософії та Історія релігії
Осьова епоха (нім. Achsenzeit) — період появи раціональної філософії та етично орієнтованих релігій. Доба якісних трансформацій соціокультурної системи при переході від ранніх до розвинутих цивілізацій. Термін, запропонований німецьким філософом Карлом Ясперсом. Осьовий час — найважливіша віха в історії доіндустріальних цивілізацій.
Зародження юдаїзму близько 1800 років до н. е. поклало початок авраамічним релігіям (і християнська, і мусульманська релігії базуються на єврейській ідеї монотеїзму).
Починаючи з 800—200 рр. до н. е. Осьова епоха бачила розвиток низки трансформаційних філософських і релігійних ідей, переважно незалежно один від одного, у багатьох різних місцях.  Китайське конфуціанство, індійський буддизм і джайнізм, єврейський монотеїзм розвинулися в цей період. Перський зороастризм виник раніше, можливо, близько 1000 р. до н. е., але був інституціоналізований державою Ахеменідів під час Осьової епохи. Давньогрецька філософія закріпилася в Греції в V столітті до нашої ери, втіленням якої є такі мислителі, як Платон і Арістотель.
Ідеї осьової доби були надзвичайно важливі для подальшої інтелектуальної та релігійної історії. Конфуціанство було однією з трьох шкіл думки, які домінували в китайському мисленні, разом із даосизмом і легалізмом.  Конфуціанська традиція, яка стане особливо впливовою, шукала політичну мораль не в силі закону, а в силі та прикладі традиції. Пізніше конфуціанство поширилося в Кореї та Японії. Буддизм досяг Китаю під час династії Хань і широко поширився, з 30 000 буддійських храмів лише на півночі Китаю до VII століття нашої ери. Буддизм став основною релігією в більшій частині Південної, Південно-Східної та Східної Азії.  Грецька філософська традиція поширилася середземноморським світом і аж до Індії, починаючи з IV століття до нашої ери після завоювань Олександра Македонського.

### Регіональні імперії
Основні статті: Цивілізація та Імперія
Тисячоліття з 500 р. до н. е. до 500 р. н. е. спостерігало розвиток серії імперій безпрецедентного розміру. Добре навчені професійні армії, об'єднуючі ідеології та розвинена бюрократія створили для імператорів можливість правити великими територіями, чисельність населення яких могла досягати десятків мільйонів підданих.  Великі імперії залежали від військової анексії території та формування захищених поселень, які стали сільськогосподарськими центрами. Міжнародна торгівля розширювалася, особливо великі торговельні шляхи в Середземному морі, морська торгова мережа в Індійському океані і Шовковий шлях.

#### Античність
Основна стаття: Античність, Стародавня Греція та Стародавній Рим
Античним світом вчені називають групу рабовласницьких держав (тобто таких, значну частину населення яких складали раби). Це перш за все міста-держави, що були створені грецькими племенами на узбережжі Середземного моря, пізніше — Рим.
Греки створили цивілізацію, яка на думку більшості істориків стала фундаментальною культурою для сучасної Західної цивілізації. Стародавня Греція займала південну частину Балканського півострова. Відомі чотири племені греків: еолійці, ахейці, іонійці, дорійці. Згодом люди, що належать до цих племен, стали називати себе еллінами, а свою країну — Елладою. Великі торгові шляхи Середземномор'я розвинулися до часу доби еллінів.
На чорноморському узбережжі 600—700 рр. до н. е. вже були великі грецькі міста над р. Дунай і Дніпро, у Криму, там де вливається в море р. Дон, на Кавказі. Найголовніші з них: на Гіпанісі (р. Південний Буг), де тепер с. Парутино, було велике торговельне місто Ольвія, і в Криму, поблизу теперішнього Севастополя — Херсонес; на р. Тірасі (Дністер), де тепер Аккерман — Тіра; між Тірасом і Борістеном (Дніпром) була колонія Одес, чи Ордес, трохи на схід від теперішньої Одеси; там, де сходиться Чорне море з Азовським, був Пантикапей (тепер Керч), а в гирлах Танаїса (Дона) — Танаїс. І Ольвія, і Пантикапей торгували найбільш збіжжям (зерном), рибою, худобою та іншим добром.
Найвизначніші міста-держави Стародавньої Греції: Афіни, Спарта, Олімпія.
Найперші Олімпійські ігри відбулися у 776 році до нашої ери. Під час Олімпійських ігор будь-які війни, конфлікти зупинялися на два місяці, а зброя на території ігор заборонялась. У 394 р. н. е. декретом римського імператора Феодосія I Великого Олімпійські ігри як «поганська» (язичницька) дія були заборонені. Знову відновилися Олімпійські ігри лише у квітні 1896 року в Афінах. Саме там відбулася перша Олімпіада, що поклала початок сучасному олімпійському руху.

Через кілька століть, у III ст. до н. е. римляни почали розширення своїх територій шляхом завоювань і колонізації. При імператорі Августі (кінець I століття до н. е.) Римська імперія контролювала всі землі, прилеглі до Середземного моря.

Анімована мапа Римської імперії

Жоден зі старовинних народів не витворив такої маси різнорідних божеств і стільки оповідань про них, як елліни. У найдавніші часи панував примітивний анімізм, пізніше культ зосередився навколо деяких головних божеств, як Зевса — бога неба, Аполлона — бога світла, Деметри — богині землі, Діоніса — бога вина. Жерці й поети прикрасили їх гарними оповіданнями — міфами. Стародавні греки були життєлюбами, яких найбільше цікавило справжнє, реальне життя, навіть боги їх так були схожі на людей: вони, як і люди, страждали, кохалися, ревнували, вмирали, боролися між собою, ненавиділи й сварилися.

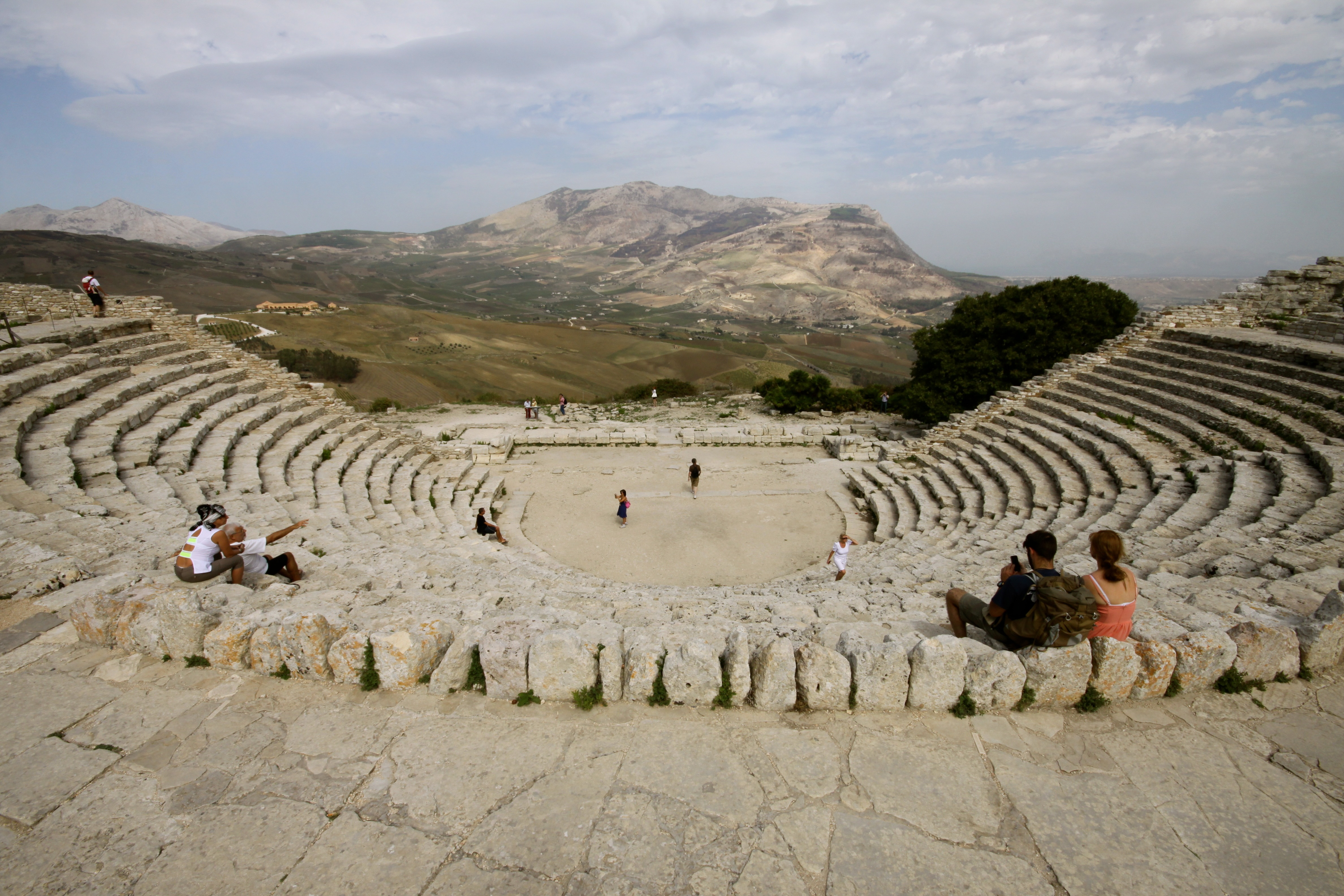
Грецький театр Стародавніх часів у м. Сегеста

Греків цікавила людина, яку вони вважали найголовнішою цінністю у світі — прекрасна, гармонійно розвинута. Інтерес до людини, до світу був головним для греків. Грецький народ цікавився таємницями людського життя й сильно вірив у різні ворожби.
Заможна молодь могла здобути знання в учителів філософії й бесідництва — софістів і риторів. Такі філософи, як Сократ, Платон, Арістотель, охоче вчили молодь і навіть мали свої школи. Греки були першим народом світу, що мав професійних письменників такого рівня, що служив зразком для пізніших народів. Значно розвинулося театральне мистецтво, різьбярство та малярство, історіографія, природознавство, медицина, географія, астрономія. Греки поклали також основи математики й фізики.
Римляни на полі духовної культури були учнями греків. «Завойована Греція завоювала переможців, римлян», — такою приповідкою римські письменники схарактеризували ставлення Риму до Еллади. Не в ділянці філософії, науки чи мистецтва виявилася велич римлян, а на іншому полі — в організації держави.

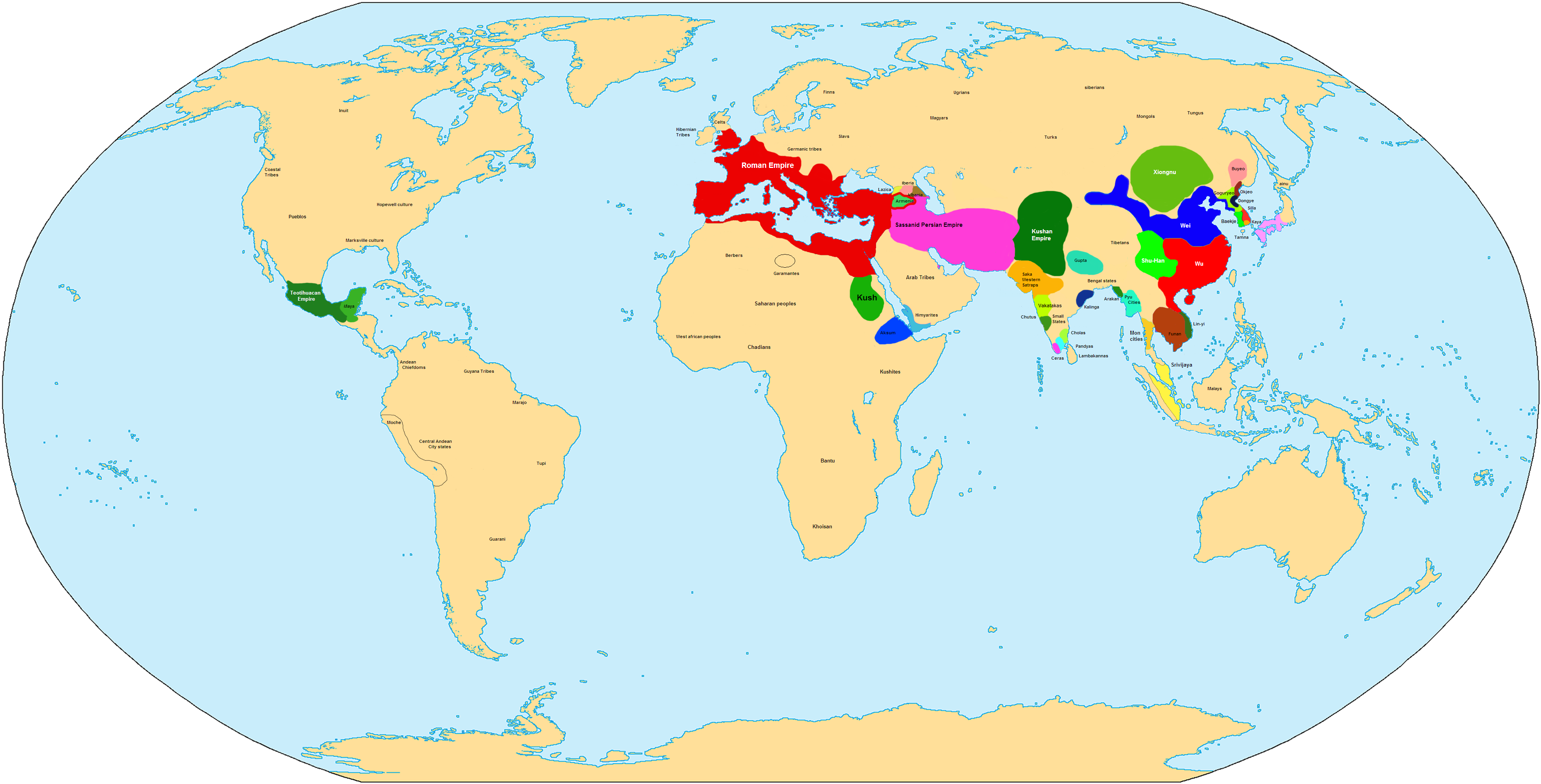
Світ у 250 р. н. е.

На початку нової ери стара грецька віра все більше поступається християнству.

## Середньовіччя(бл. 500 років н.е.— бл. 1500 років н.е.)
Хронологічно Середньовіччя займає відрізок часу між Стародавнім світом, що закінчився загибеллю рабовласницького суспільства давнього Риму, і Новою історією. Протягом цього періоду найзаселенішою частиною світу стає Східна Азія.

#### Військова справа
Із винайденням їздових стремен відбувається революція в військовій справі. Відтепер головною силою на полі бою стає важкоозброєнна кіннота. Від цього, найімовірніше, виграють кочові народи Азії. Протягом середньовіччя ними було створено ряд величезних імперій, найбільшою з яких стала Монгольська імперія. Протистояння з азійськими кочовиками привів до реформи в Римській імперії. Було розпущено легіони і ядром війська стали маневренні кінні війська. Їх розвиток надалі привів до появи лицарства.

### Великий Близький Схід
Основні статті: Історія Близького Сходу, Історія Північної Африки, Історія Центральної Азії, Історія Кавказу та Золота доба ісламу

#### Китайська імперія

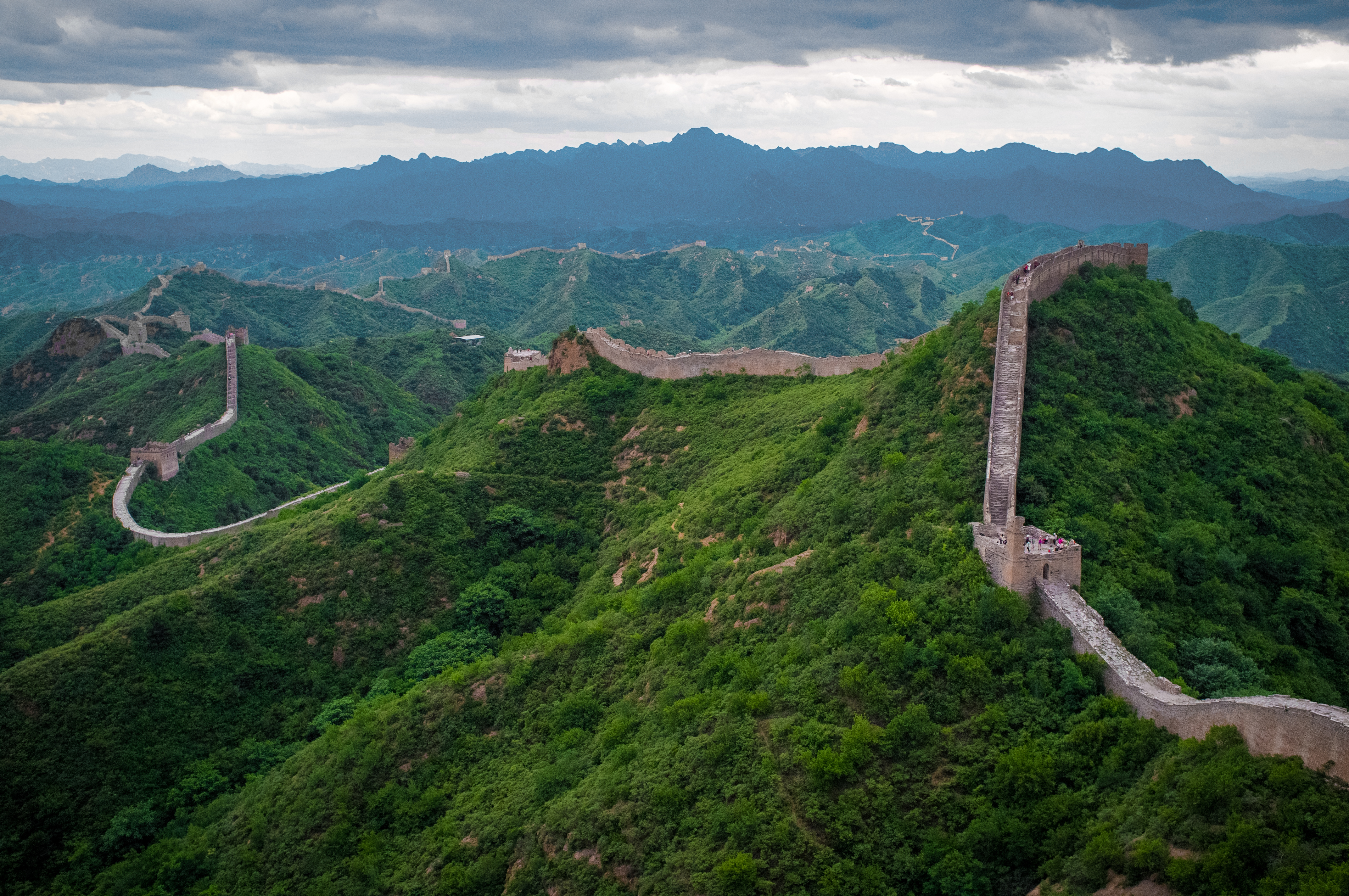
Великий китайський мур

Китайська імперія виникла у III ст. до н. е., коли войовнича династія Цинь об'єднала під своєю владою всю країну. У 221 році володар царства Цинь ши Хуанді оголошує себе імператором. Він був блискучим, але безжальним полководцем та політиком, який спалював книги і вбивав вчених, чиї ідеї не збігалися з його власними, він реформував уряд, стандартизував грошову систему, систему мір і ваг, спорудив мережу доріг і водних каналів.

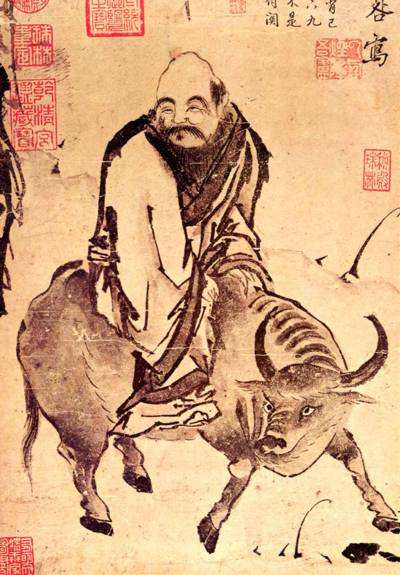
Лао-цзи

Для захисту Китаю від набігів гунів, імператор почав будувати Великий китайський мур. Така грандіозна стіна уздовж всього північного кордону будувалася вперше. На будівництві працювало понад 2 млн осіб — воїни, землепашці, військовополонені. Стіна, довжина якої на сьогодні становить 5 тис. км, заввишки 10 м і до 9 м завширшки (щоб нею змогла проїхати колісниця), будувалася у майже безлюдній території із складним, суворим кліматом. У 205 р. до н. е. Ши Хуанді помер, а через чотири роки після його смерті в одному з таборів розпочалося повстання, яке охопило всю країну. Імперія Цинь загинула, але будівництво Великої Китайської стіни не зупинилося. У наступні роки вона ще неодноразово добудовувалася. Навкруги попередніх стін та башт зводилися нові, міцніші кам'яні укріплення. Але стіни було недостатньою для захисту. Проходили крізь неї і алтайські тюрки у VII ст., і монголи у VIII ст. І навіть коли імператори династії Мін остаточно завершили її будівництво, через півстоліття з'явилися маньчжури, які легко пройшли крізь неї і захопили Пекін.
Китай презентують дві національні релігії — даосизм і конфуціанство. Даосизм виник у 2-й пол. 1-го тис. до н. е. Його засновником вважається Лао-цзи. Даосизм увібрав у себе магію, алхімію, лікування, демонологію та інші елементи народних культів та шаманських вірувань. Абсолютизація ідеї безсмертя стимулювала пошуки різних способів продовження життя за допомогою сексотерапії, дієти, пневмотерапії тощо. Конфуціанство — найвпливовіша релігійно — філософська течія Китаю. Заснована філософом Конфуцієм. Це є своєрідне етико-політичне вчення, у якому центральне місце посідають питання моральної природи людини, її життя в родині, суспільстві, державі.

#### Виникнення ісламу

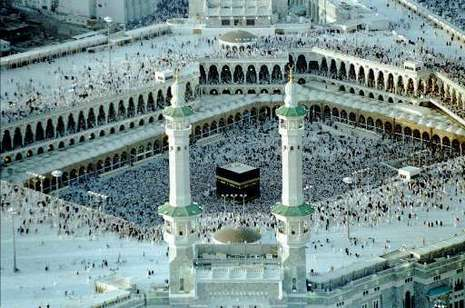
Священний храм мусульман Кааба в місті Мекка

Основна стаття: Історія ісламу
Іслам — наймолодша зі світових і друга за чисельністю релігія в сучасному світі. Вона вважається державною або офіційною релігією в 28 країнах. Основні регіони поширення ісламу — країни Близького й Середнього Сходу, Центральної Азії, Північної Африки, райони Північного Кавказу тощо. В Україні вплив ісламу відмічається серед кримських татар.
Іслам виник у VI ст. на території Аравійського півострова, населеного арабськими кочовими племенами, що перебували на етапі розпаду родоплемінних відносин.
Головна священна книга мусульман — Коран (читання), поряд із цим священною книгою вважається Сунна (Священний переказ), у якій у формі коротких повчальних оповідань відображаються деякі ідеї ісламу. Іслам — монотеїстична релігія. Основні течії в ісламі — сунізм і шиїзм. Нараховується близько 900 млн мусульман по всьому світу. Характерною ознакою ісламу є його роль як соціального і культурного регулятора. У мусульманській спільноті всі сторони життя людини і суспільства регламентовані релігією. У релігійному плані народження ісламу пов'язане як із впливом і розвитком монотеїстичних релігій — юдаїзму і християнства, так і з еволюцією релігійної свідомості жителів Аравії. У цю епоху виникають нові форми суспільного і духовного життя, активно йде процес етнічної та культурної консолідації арабів, формується єдина арабська мова.

Вже у середині VIII ст. через ідейні розходження в ісламі утворилось не менше п'яти основних релігійно-політичних угрупувань (харіджити, шиїти, мурджиїти, мутазиліти і суніти), Кожне з яких відстоювало своє вчення як єдино вірне, звинувачуючи своїх супротивників у відході від істинної віри. Домінуючим напрямком ісламу є сунізм. Ототожнення релігійного і національного у масовій свідомості мусульман, з одного боку, і уявлення про мусульманську єдність, засновану на головній ідеї ісламу про єдинобожжя, з іншого, зумовили формування теорії «ісламського шляху» розвитку.

Монгольська імперія

#### Монгольська імперія
Монгольська держава зародилася напочатку XIII століття на просторах сучасних Північно-Східного, Східного Сибіру та Монголії. Хан Єсугей розпочав об'єднання монгольських племен і формування потужної армії, цю справу продовжив його син Темуджин, який 1206 року отримав звання Чингісхан («великий хан», «хан над ханами»), під яким і увійшов в історію. Саме від 1206 року починається відлік історії Монгольської імперії, яка за часів найбільшої могутності займала територію від Тихого океану до Чорного моря. Вважається, що ця імперія — найбільша за історію людства (у дослідників площа різниться від 20 млн км до майже 40 млн км) та населенням понад 100 млн осіб. Вона охоплювала Китай, Середню Азію, Іран, руські князівства. Під навалою монгольських завойовників у грудні 1240 року із захопленням ними Києва зникла держава Київська Русь.

### Європа
Основні статті: Історія Європи, Християнство, Середньовіччя

#### Релігія і філософія, світогляд і культура Середньовіччя
Основна стаття: Культура Середньовіччя
Запровадження християнства на Русі сприяло поширенню серед її населення слов'янської писемності — кирилиці. З'являлися книжки, перекладені з грецької мови на слов'янську. Впродовж багатьох віків й українська культура зазнавала значного впливу унікальної духовної спадщини Візантії. Це яскраво виявилося у збереженні тісних зв'язків українського православ'я з Константинопольською церквою, системі навчання в школах церковних братств України, діяльності Острозької та Києво-Могилянської академій. Як і в Росії, українське богослов'я, іконопис, церковна архітектура та література тривалий час дотримувалися візантійської традиції. Мотиви візантійської філософії відчутні в українській православній полемічній літературі, творчості видатного українського мислителя Григорія Сковороди. Відомими центрами освіти, науки, будівельного та образотворчого мистецтва візантійської орієнтації в Україні були Київ і Чернігів.
У середньовіччя, коли над усім панувала Церква, головними темами, що займали філософську думку людини стали смерть, покаяння, скорий кінець світу, страшний суд, до якого людина повинна готуватися вже зараз. Ідеалом середньовіччя був монах — людина, яка відмовилася від усього земного заради служіння Богу. Християнство виникло як релігія пригноблених (рабів), яке виступало проти земних порядків та «сильних світу сього» (тобто правителів), з часом перетворилася на релігію насильства (придушення), якою вміло користувалися саме ті, проти кого воно спочатку було й направлено — королі, царі та імператори. Виникнувши ще на поч. I ст. н. е., коли на величезних територіях Європи, Азії, Африки під тяжким гнітом купки римських рабовласників знаходилися мільйони рабів, селян та ремісників, християнство дуже скоро перетворилося на державну релігію Риму. Християнство виправдовувало захоплення нових територій, під її керівництвом відбувалися хрестові походи (тобто загарбницькі війни). Коли іноземні завойовники висаджувалися з кораблів на багаті землі Америки, Африки, Азії, захоплюючи нові території, разом з солдатами на берег сходили і місіонери (проповідники), «озброєні» своєю священною книгою — Біблією. Солдати грабували та вбивали людей, а місіонери тим часом вчили цих людей слухняності, смиренності та терпінню. Втім, папи римські, вже починаючи з папи Йоана XIII, взяли курс на мирне співіснування людей різних релігій, проголошуючи терпимість до представників інших релігій. З'явилися так звані індульгенції — особливі грамоти, що скріплювалися печаткою самого папи римського. Індульгенції давали прощення всім, хто був готовий за це заплатити.
За думкою середньовічних філософів, світ поділяється на дві реальності — земну (земне життя людини — тимчасове, мінливе й гріховне) та божественну (тобто вічну та блаженну). Погляд на історію спирався на традицію, яку не можна було критикувати. Критичність середньовічного історика — особиста й несистематична. Але деяка їх довірливість іноді породжувала шедеври літератури та красного письменства. Але історик у середньовіччя був універсалістом. Бог, на його думку, має власний промисел і історія — це gesta Dei дії Господні. Людський чинник захоплює потоком Божого промислу. Потік несе її чи за її волею чи проти неї. Людина має стати просто знаряддям, щоб виконувати покладені на неї Богом завдання. Нації та цивілізації піднімаються й падають за Божим промислом. Внаслідок завоювання і об'єднання римлянами в одній державі всіх народів, які жили на берегах Середземного моря, у них виробилося почуття єдності, необхідності підпорядковуватися одному Закону. На зміну місцевим релігійним культам прийшло християнство, що об'єднало їх ідеєю єдиного Бога-Спасителя. Давні греки створили духовний ґрунт для поширення християнства, дали йому універсальну мову, на якій писалися новозавітні книги і на яку було перекладено і Старий Завіт Біблії. Грецькі філософи створили вчення, які зруйнували старі політеїстичні вірування, формували неприязнь до земного світу як лише тіні істинного світу, у якому існують вищі ідеали. Зруйнувавши політеїстичні світобачення, вона створила той духовний вакуум, який заповнило християнство. Давні євреї релігійно підготували появу християнства. Зародившись у єврейському середовищі, християнство запозичило від юдаїзму весь канон його священних книг — Старий Завіт, його Бога і святих, моральний канон — Десять заповідей Мойсея, багато елементів культу. У 1054 році відбувся поділ християнства на православ'я і католицтво.

#### Візантійська імперія
Основна стаття: Візантійська імперія
Історики називають Візантійську імперію «золотим містком» між стародавньою історією та новим часом. Візантійці поєднали досягнення античної культури з ідеалами християнства, передавши їх сусіднім народам.
У 330 р. імператор Костянтин I Великий заснував Константинополь — столицю Східної Римської імперії. Згодом історики дали їй назву Візантійська імперія. Самі візантійці називали себе ромеями (римлянами), а свою державу ромейською — спадкоємицею традицій Римської імперії.
Костянтин протегував християнській церкві, тому що вважав її релігійною організацією, що може підтримувати його у правлінні країною.
Найбільшої своєї могутності Візантійська імперія досягла у 500-х роках за імператора Юстиніана. У цей час внаслідок загарбницьких війн у її склад ввійшли величезні території Греції, Італії, Туреччини, частина Іспанії, Північної Африки та Єгипту.
Юстиніан видав зібрання законів «Звіт громадського права», яке надалі стало основою законотворчих систем для багатьох європейських країн. Візантія жваво торгувала з купцями зі всього світу, навіть із таких віддалених місць, як Іспанія, Київська Русь та Китай. Після смерті Юстиніана у 565 році настав занепад країни: почалися численні походи на Візантію арабів, слов'ян, лангобардів, які з часом звели її територію до частини Балканського півострова та Малої Азії. У 1204 році Константинополь був захоплений і розграбований учасниками четвертого хрестового походу, що викликало падіння Візантійської і створення так званої Латинської імперії. Узяття у 1261 році турками Константинополя поклало кінець Візантії.
З IX ст. починаються активні контакти Візантії та Київської Русі знаменитим шляхом «з варягів у греки».
Шлюб сестри візантійського імператора Василія II — Анни з київським князем Володимиром довершив перетворення християнства на державну релігію Русі (акт хрещення 988 р.).
Візантійська християнська концепція богообраності імператорської влади відчутно вплинула на формування «самодержавства» Київської Русі. Церква тут також була залучена до коронації київських князів, символізуючи, як і у Візантії, божественне освячення їхньої влади.
Після падіння Константинополя Московська держава вважала себе прямою спадкоємницею Візантійської імперії. Вона запозичила герб Візантії (орел із двома головами), а її князі перейняли титул царів (цесарів). Становище православ'я в Росії нагадувало візантійську схему взаємовідносин церкви, держави і монарха.

#### Слов'яни
Основна стаття: Слов'яни

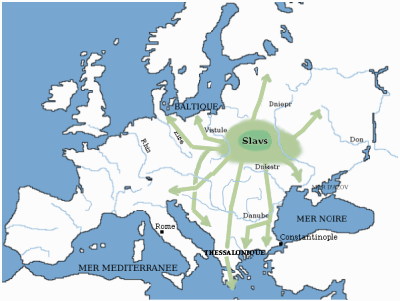
Походження і розселення слов'ян у V—X ст.

Слов'яни ні звідки не прийшли, а жили з незапам'ятних часів між річкою Віслою на  заході, Балтійським морем на півночі, на півдні  —  до середини Дністра та Дніпра, а на сході  —  по Дніпро. Виходить, що теперішня Київщина та Волинь якраз були батьківщиною й слов'ян і українців. З півночі сусідами слов'ян були литовці, за річкою Віслою — німці, на північному сході — фіни, а на полудні, у степах чорноморських, постійно переміщувались усякі народи: скіфи, сармати, готи, гунни, булгари, хозари і ін.

#### Франкська держава і Хрестові походи
Основна стаття: Хрестові походи
З занепадом Візантії лідерство в християнському світі переходить до Римо-католицької церкви. Укріпивши свою владу в Європі папство організовує серію військових походів до Святої Землі.

#### Відродження
Основна стаття: Відродження
Зародилося Відродження перш за все в Італії, де італійські майстри знову відкрили мистецтво Давньої Греції та Риму. Тут вперше з'явилися так звані гуманісти (від слова humos — людина та humanitas — людський), які стали вождями того культурного руху, який, власно кажучи, і називається Відродженням.
Періоди італійського Відродження:
- Раннє Відродження (XV століття);
- Високе Відродження (кінець XIV — перші десятиріччя XVI століття);
- Пізнє Відродження (XVI століття).

Пізніше ідеї Відродження поширилися і в інших країнах.
Серед представників Відродження перш за все варто назвати художників Високого Відродження Леонардо да Вінчі, Мікеланджело та Рафаеля, поетів Петрарку та Данте, письменників Франсуа Рабле, Сервантеса та Вільяма Шекспіра.
Величезний вклад у науку був зроблений математиками і астрономами, у тому числі Галілео Галілеєм, Джордано Бруно та Миколою Коперником.

### Африка на південь від Сахари
Основна стаття: Історія Африки
Середньовічна Африка на південь від Сахари була домом для багатьох різних цивілізацій.

### Південна Азія
Основна стаття: Історія Індії
У північній Індії після падіння (550 р. н. е.) імперії Гуптів регіон був розділений на складну та мінливу мережу менших королівських держав. Ранні мусульманські вторгнення почалися на заході в 711 р. н. е., коли арабський халіфат Омеядів завоював більшу частину сучасного Пакистану. Арабське військове просування було в основному зупинено на той момент, але іслам все ще поширювався в Індії, в основному завдяки впливу арабських купців уздовж західного узбережжя.
У IX столітті відбулася тристороння боротьба за контроль над північною Індією між імперією Пратіхара, імперією Пала та імперією Раштракута. Деякі з важливих держав, що виникли в Індії в цей час, включали султанат Бахмані та імперію Віджаянагара.
Посткласичні династії в Південній Індії включали династії Чалук'їв, Хойсала, Чола, Моголів, Маратхів і Майсорів. Під заступництвом цих королів процвітали наука, техніка, мистецтво, література, астрономія та філософія.

### Північно-Східна Азія
Основні статті: Історія Східної Азії, та Історія Сибіру
Після періоду відносної роз'єднаності Китай був возз'єднаний династією Суй у 589 році, а під час правління наступної династії Тан (618—907) Китай увійшов у Золоту добу. Після приблизно століття монгольської династії Юань правління, етнічні китайці відновили контроль із заснуванням династії Мін у 1368 р.
У Японії до цього часу була встановлена імперська лінія, і в період Асука (538—710) провінція Ямато перетворилася на чітко централізовану державу. Був представлений буддизм, і наголос робився на прийнятті елементів китайської культури та конфуціанства.
Посткласична Корея бачила кінець епохи трьох королівств, трьома королівствами були Когурьо, Пекче та Сілла. Сілла завоював Пекче у 660 році, а Когурьо — у 668 році, поклавши початок періоду Північних і Південних штатів, з Об'єднаною Сіллою на півдні та Балхе, державою-спадкоємицею Когурьо, на півночі.

### Південно-Східна Азія
Основна стаття: Південно-Східна Азія
Фунань, яка виникла у II столітті н. е., занепала в 6 столітті, коли китайські торгові шляхи відходили від її портів. Її замінила Кхмерська імперія у 802 р. н. е.

### Океанія
Основна стаття: Історія Океанії

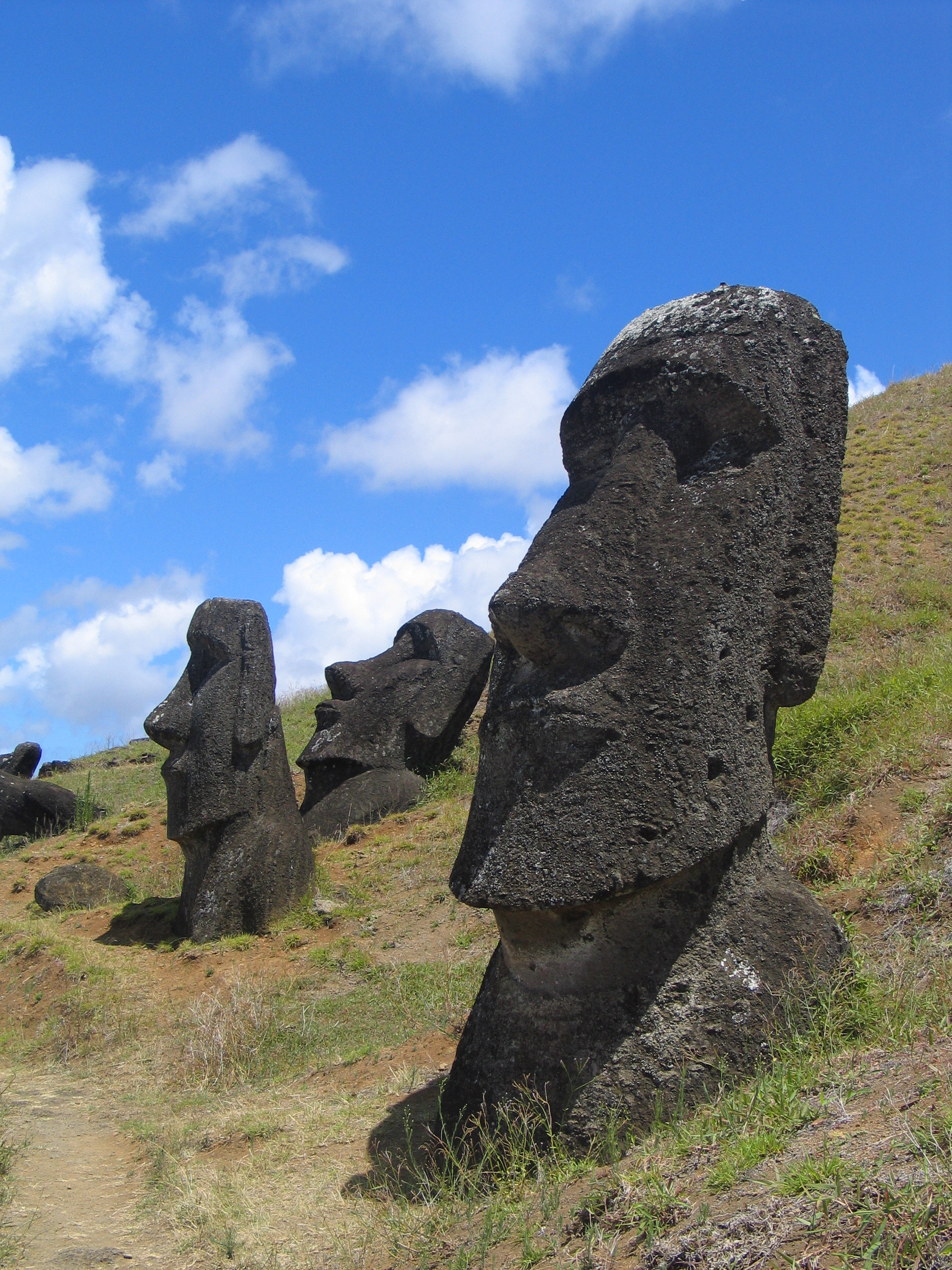
Моаї — кам'яні статуї на Острові Пасхи

В Океанії імперія Туі Тонга була заснована в X столітті н. е. і розширилася між 1200 і 1500 роками. Тонганська культура, мова та гегемонія широко поширилися по східній Меланезії, Мікронезії та центральній Полінезії в цей період. Приблизно в той самий час у східній Полінезії з'явилася потужна таласократія.

### Америка

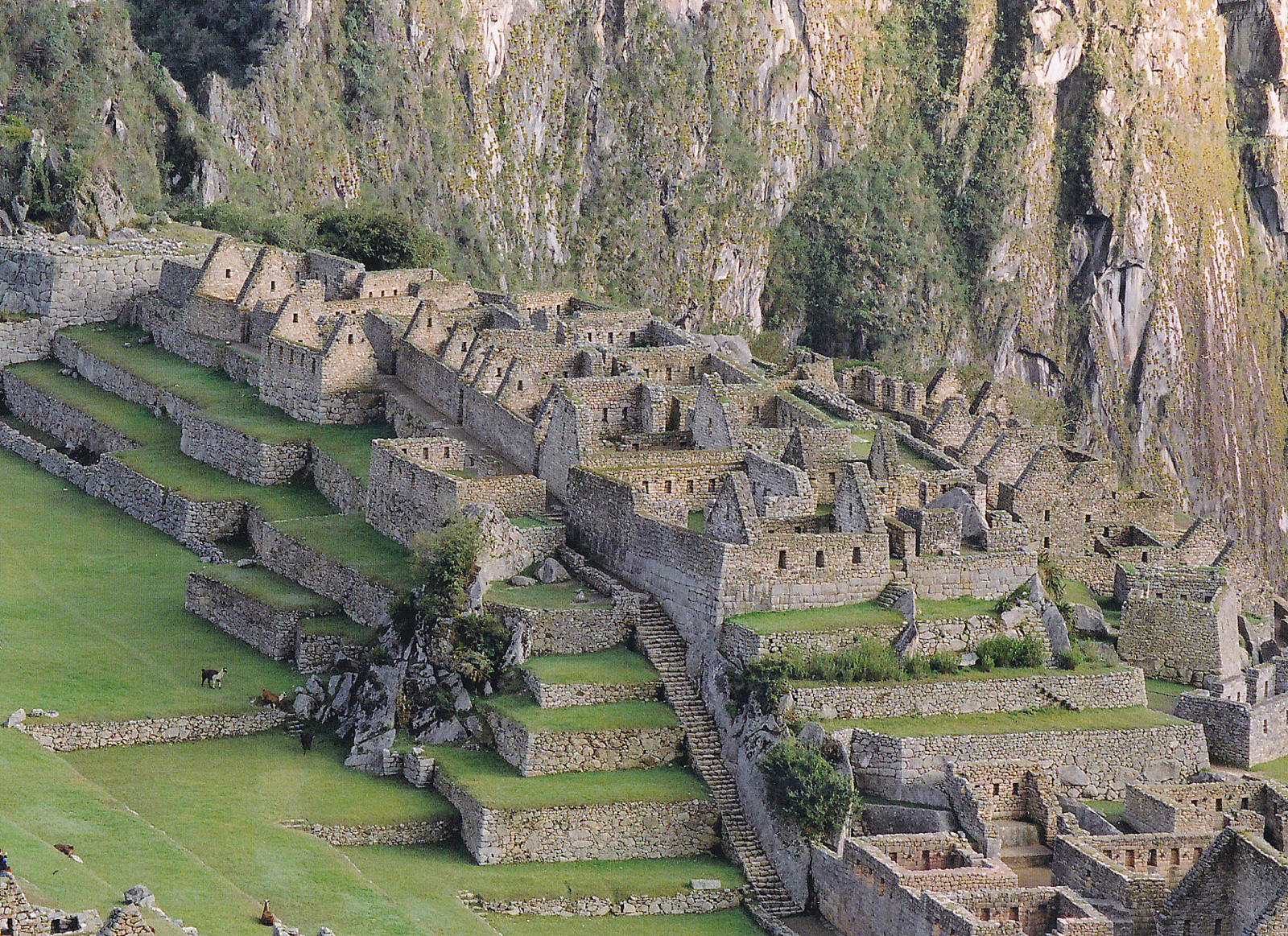
Руїни Мачу-Пікчу (Імперія інків) у Перу

Основні статті: Історія Америки, Історія Північної Америки, Історія Центральної Америки, Кариби та Історія Південної Америки
У Північній Америці в цей період спостерігався підйом міссісіпської культури на території сучасних Сполучених Штатів бл.  950 р. н. е.,  відзначений великим міським комплексом XI століття в Кахокії. Стародавні анасазі та їхні попередники (IX—XIII століття) побудували великі постійні поселення, включаючи кам'яні споруди, які залишалися найбільшими будівлями в Північній Америці до XIX століття.
У Месоамериці занепала цивілізація Теотіуакан і стався крах цивілізації мая. Імперія ацтеків стала панувати на більшій частині Месоамерики в XIV—XV століттях.
У Південній Америці в XV столітті з'явилися інки. Імперія інків зі столицею в Куско охоплювала всі Анди, що робить її найрозгалуженішою доколумбовою цивілізацією. Інки були процвітаючими та розвиненими, відомими чудовою системою доріг та елегантною кам'яною кладкою.

## Нові часи (бл. 1500 років н.е.— 1914 рік н.е.)
Основна стаття: Нова історія
Нова історія — період між Середньовіччям і початком першої світової війни 1914 року.

### Європейська експансія
Додаткова інформація: Доба великих географічних відкриттів і Колоніалізм

Чотири подорожі Колумба до Америки

Кін. XV — поч. XVI ст. — часи Доби великих географічних відкриттів. 1492 р. — «відкриття» Америки, дата початку нової історії.
Важливим був шлях із західної Європи до Індії, яка була джерелом цінного коріння (перець. гвоздика, імбир), пахощів, ліків, дорогоцінного каміння, перлів, слонової кістки, східних матерій (зокрема, китайського шовку). Одним із найважливіших завдань було знайти зручний водний шлях до Індії, оминаючи територію країн Близького Сходу, насамперед Візантії, захоплену турками-османами, що дуже ускладнювало торгівлю (з'явилися пірати та були встановлені значні мита).
Були відкриті Америка, Австралія, Берингова протока, що розділяла Азію та Північну Америку, морський шлях навкруги Африки в Індію та Індокитай.
Насамперед мандрівників у ці подорожі штовхала можливість розбагатіти. Одними з перших експедиції в океані почали португальці, після них були іспанські, голландські, французькі та англійські мореплавці. У 1487—1488 роках Бартоломеу Діаш досяг південного краю Африки, обігнув її і відкрив мис Доброї Надії — південну точку Африки. У 1497—1498 роках мореплавець Васко да Гама на чотирьох суднах обігнув Африку і досяг Індії. Деякі з мореплавців направлялися на не схід, а на захід, як це зробив Христофор Колумб — перший мореплавець, який перетнув Атлантичний океан і відкрив Америку. У 1499—1504 роках чотири подорожі до берегів Америки зробив італійський мореплавець Амеріго Веспуччі, назвавши вивчені їм країни «Новим Світом». Остаточно підтвердив наявність величезного океану між Америкою та Азією Фернан Магеллан, який здійснив перше навколосвітнє плавання (1519—1521).
На початку XVI століття почалася колонізація (заселення) всіх відкритих земель переселенцями з Європи. Перш за все відкриті острови почали заселятися засудженими злочинцями, також було багато шукачів пригод та місіонерів. Англійці, французи, іспанці оголосили величезні території Америки своєю власністю, незважаючи на те, що на цих землях жило численне індіанське населення. Колонії європейців розширювалися, і між корінними жителями та європейськими поселенцями велися жорстокі та кровопролитні бої за право володіння землями Америки. Тоді, у XVI столітті, з Америки в Європу були привезені картопля, помідори, перець, тютюн, кукурудза та шоколад. Але найстрашніше розпочалося у XIX столітті, у часи так званої «Золотої лихоманки», коли в Америку поринула нова навала емігрантів з Європи. А у 1830 році американський уряд взагалі прийняв Акт про переміщення, згідно з яким всім індіанцям, що жили у східній частині Америки, довелося кинути рідні місця і переселитися у резервації (спеціальні поселення), що були розташовані далеченько від рідних міст. Особливо постраждало при цьому плем'я черокі — багато з його представників загинуло ще у дорозі, яка пізніше була названа «дорогою сліз».

#### Работоргівля

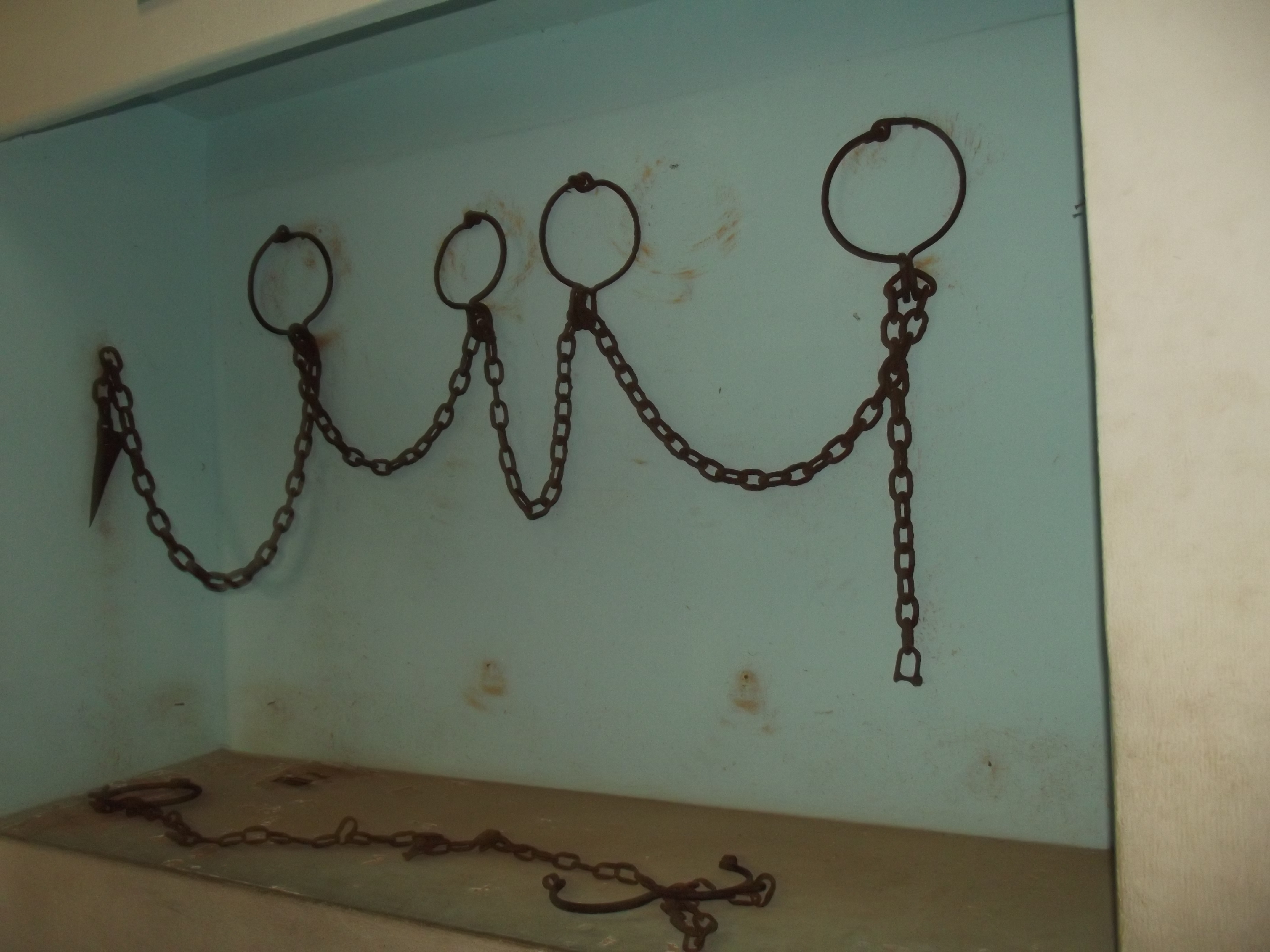
Ланцюги, що використовувалися работорговцями

Рабів з Африки вивозили в Європу ще в античні часи. Під час арабських завоювань работоргівля широко поширилася в Африці. Масова торгівля неграми-рабами у XVI—XVII століттях почалася зі схвалення португальського принца Генріха. Першими з Африки вивозити чорношкірих рабів почали португальці. Вже після перших плавань великим центром работоргівлі стали португальські колонії у Конго.
Спочатку європейці звертали у рабство американських індіанців, але вони тисячами вмирали від голоду, хвороб та рабських умов. Тому дуже скоро європейці почали шукати дешеву робочу силу, як кажуть, «на стороні». Багатьма християнськими державами работоргівля засуджувалася, але насправді на неї дивилися крізь пальці.
Полонених, прикутих одне до одного ланцюгами, гнали з внутрішніх районів Африки, привозили на Карибські острови, у Південну Америку або північноамериканські колонії, де їх продавали на спеціальних торгах — аукціонах. Одним із таких місць був так званий Невільничий берег на узбережжі Гвінейської затоки в Африці, між устями рік Нігер та Вольта, який у XVI—XVIII століттях був одним із найголовніших районів работоргівлі у Африці. Для перевезення через океан людей вміщували у трюми кораблів і в моторошних умовах, без повітря та світла, вони там знаходилися майже вісім тижнів (два місяці). Прикуті люди сиділи так тісно, що не могли навіть ворухнутися. Крім того, невільникам майже не давали ані їжі, ані води. Під час шляху через океан вмирав кожний третій невільник.
У Америці рабів чекала каторжна праця на плантаціях, де вижити також було дуже важко. За малий проступок рабів били кнутом або палками. Дуже рідко хто витримував тут більше десяти років, і майже ніхто не повернувся додому.
За триста років — з XV століття до 1867 року, — коли ця практика за рішенням всіх світових держав була рішуче припинена, в американські колонії було вивезено не менше, аніж 7 мільйонів африканців, в основному з Західної Африки.

### Регіональний розвиток

#### Європа
Дивіться також: Відродження
У Німеччині між тим відбувалася так звана реформація (спроба змінити західну католицьку церкву). Все почалося з виступу у 1517 році професора Віттенбургського університету Мартіна Лютера (1483—1546). Він висловив своє засудження у 95 тезисах, прибивши їх до дверей місцевого собору. У 1521 році він стояв перед Вормським сеймом (зібранням німецьких князів та представників міста). Через досить короткий час Католицька Церква була вигнана з Німеччини. Панування єпископів та пап закінчилося. А замість католицької церкви з'явилася нова, лютеранська, яка одержала назву з імені Мартіна Лютера.
А трохи пізніше її стали називати ще й інакше — протестантською церквою. Сталося це у 1526 році на з'їзді князів у місті Шпаєр. Коли князі-католики виступили з вимогою засудити лютеранську церкву, у відповідь п'ять князів, прихильники лютеранства, виступили з протестом. Саме з цього моменту і почали називати прихильників нової церкви протестантами, а саму церкву — протестантською.
Кальвінізм — напрямок протестантизму — одержав свою назву від імені свого засновника, Жана Кальвіна (1509—1564).
У 1545 році у відповідь на реформацію римська католицька церква розгорнула і свій рух, що отримав у історії назву контрреформації.
Головні політичні події:
- Нідерландська революція
- Тридцятилітня війна
- Англійська революція
- Північна війна. Завершилась перемогою Росії та створення імперії.
- Семилітня війна. Вихід на політичну арену Пруссії.
- Війна за незалежність США.
- Французька революція і Наполеонівські війни
- Кримська війна
- Об'єднання Німеччини та Італії

#### Азія
Держави сходу в Нові часи були представлені Близькосхідно-мусульманською, Індійсько-південноазійською та Китайсько-далекосхідною цивілізаціями.
Серед особливостей розвитку традиційних суспільств держав Сходу в Нові часи були:
- Всевладдя держави, яка слідкувала, щоб знать не перетворювалася на великих землевласників.
- Адміністративними одиницями були селянські громади, які мали відносну самостійність у самоуправлінні, зокрема розподіляли між сім'ями землю.
- Структура суспільства — станова, на чолі з правителем, який, як вважалося, був наділений владою від Бога.
- Держава регулювала господарське життя.
- Міста не мали такої самостійності, як у Західній Європі і контролювалися державою.
- Релігія визначала повсякденне і духовне життя суспільства, санкціонувала і освячувала політичну владу. Вона робила східні суспільства одним цілим і сприяла формуванню рис національного характеру. Релігія спонукала людину до самовдосконалення та набуття внутрішньої гармонії.

##### Великий Близький Схід
Османська імперія, завоювавши Константинополь у 1453 році, швидко запанувала на Близькому Сході. Володіння Османської імперії розташовувалися в трьох частинах світу — Азії, Європі та Африці.
Персія потрапила під правління Сефевідів у 1501 році, наступниками яких стали Афшари в 1736 році, Занди в 1751 році та Каджари в 1794 році.  
У Північній Африці залишилися Ваттасіди, Заяніди та Хафсиди під контролем незалежних берберських держав до XVI століття.
Території на півночі та сході Центральної Азії утримували узбеки та пуштуни. На початку XIX століття Російська імперія почала завоювання Кавказу.

##### Південна Азія
На Індійському субконтиненті Імперія Великих Моголів почалася в 1526 році і проіснувала два століття.  Мусульмани створювали власні ісламські школи медресе. Вивчались Веди, математика, астрологія тощо. У XVI ст. у багатьох індійських містах діяли астрономічні обсерваторії, лікарі вивчали психічні захворювання, робили пластичні операції.
Починаючи з північного заходу, Імперія Великих Моголів до кінця XVII століття прийде до правління всього субконтиненту, за винятком найпівденніших індійських провінцій, які залишаться незалежними.

##### Північно-Східна Азія
У Китаї Мін поступився місцем у 1644 році Цин, останній китайській імператорській династії, яка правила до 1912 року.  
Японія пережила свій період Адзуті-Момояма (1568—1600), за яким слідував період Едо (1600—1868).
Корейська династія Чосон (1392—1910) правила протягом цього періоду, успішно відбиваючи вторгнення з Японії та Китаю в XVI і XVII століттях. Розширення морської торгівлі з Європою значно вплинуло на Китай і Японію в цей період, особливо на португальців, які були присутні в Макао і Нагасакі та перешкоджали висадці тут озброєних англійських кораблів. Однак пізніше Китай і Японія проводили ізоляціоністську політику, спрямовану на усунення зовнішнього впливу. 1724 р. за наказом імператора з Китаю вислали всіх католицьких проповідників, закрили або зруйнували християнські храми (майже 300).

##### Південно-Східна Азія
У 1511 році португальці повалили Малаккський султанат на території сучасної Малайзії та індонезійської Суматри. Португальці утримували цю важливу торговельну територію (і пов'язану з нею цінну навігаційну протоку), доки її не повалили голландці в 1641 році. Султанат Джохор, центром якого є південний край Малайського півострова, став домінуючою торговою державою в області. Європейська колонізація поширилася голландцями в Індонезії, португальцями в Тиморі та іспанцями на Філіппінах. У XIX столітті європейська експансія вплине на всю Південно-Східну Азію, з британцями в М'янмі та Малайзії, а французами в Індокитаї. Тільки Таїланд міг успішно протистояти колонізації.

#### Африка на південь від Сахари
В Африці в цей період спостерігався занепад багатьох цивілізацій і розвиток інших. Узбережжя Суахілі занепало після того, як воно потрапило під владу Португальської імперії, а пізніше — Оманської імперії.

#### Океанія
Тихоокеанські острови Океанії також постраждали від європейських контактів, починаючи з навколосвітньої подорожі Фердинанда Магеллана, який висадився на Маріанських та інших островах у 1521 році. Також помітними були подорожі (1642—1644) Абеля Тасмана до наших днів. Австралія, Нова Зеландія та прилеглі острови, а також подорожі (1768—1779) капітана Джеймса Кука, який здійснив перший зареєстрований контакт Європи з Гаваями. У 1788 році Британія заснувала свою першу колонію в Австралії.

#### Америка
В Америці кілька європейських держав енергійно колонізували нещодавно відкриті континенти, значною мірою витіснивши корінне населення та знищивши передові цивілізації ацтеків та інків. Хвороби, занесені європейцями, спустошили американське суспільство, убивши 60—90 мільйонів людей до 1600 року та скоротивши населення на 90—95 %.  Іспанія, Португалія, Британія та Франція висунули значні територіальні претензії та розпочали широкомасштабні поселення, включаючи імпорт великої кількості африканських рабів. Португалія претендувала на Бразилію.  Іспанія претендувала на решту Південної Америки, Месоамерику та південь Північної Америки.  Іспанці добували та експортували величезну кількість срібла з Америки.  Цей американський срібний бум разом зі збільшенням видобутку срібла в Японії спричинив сплеск інфляції, відомий як революція цін у 16-му та 17-му століттях.
Британія колонізувала східне узбережжя Північної Америки, а Франція колонізувала центральний регіон Північної Америки. Росія здійснила вторгнення на північно-західне узбережжя Північної Америки, створивши першу колонію на сучасній Алясці в 1784 році, і форпост Форт Росс у сучасній Каліфорнії в 1812 році.  У 1762 році, у розпал семирічної війни, Франція таємно поступилася більшістю своїх північноамериканських претензій Іспанії згідно з Договором у Фонтенбло.
У 1755 році 13 британських колоній у Північній Америці підняли повстання, що згодом переросло у війну за незалежність. Уже 1776 року була прийнята Декларація незалежності США, 1783 року було підписано Версальський мир і у США з'явився перший президент. У 1787 році було складено Конституцію США, що проголосила федеративний устрій держави. 1791 році було складено «Білль про права» — перші десять поправок до Конституції США, які гарантують особисті політичні права і свободи громадян США.
Наполеон Бонапарт повернув претензії Франції в Іспанії під час наполеонівських війн у 1800 році, але продав їх Сполученим Штатам у 1803 році як купівлю Луїзіани.

### Промислова революція
Наукова революція змінила уявлення людства про світ, а за нею відбулася промислова революція, яка розпочалася в Англії і поступово поширювалася Європою із заходу на схід. Наукова революція в XVII столітті мала незначний безпосередній вплив на промислові технології. Лише в другій половині XIX століття наукові досягнення почали значною мірою застосовуватися до практичних винаходів. З'явилися нові способи виробництва — фабричне, масове виробництво та механізація — виготовляти широкий спектр товарів швидше та з меншими затратами праці, ніж раніше. З'явилися нові галузі: машинобудування, електроенергетика, хімічна та електротехнічна промисловість.

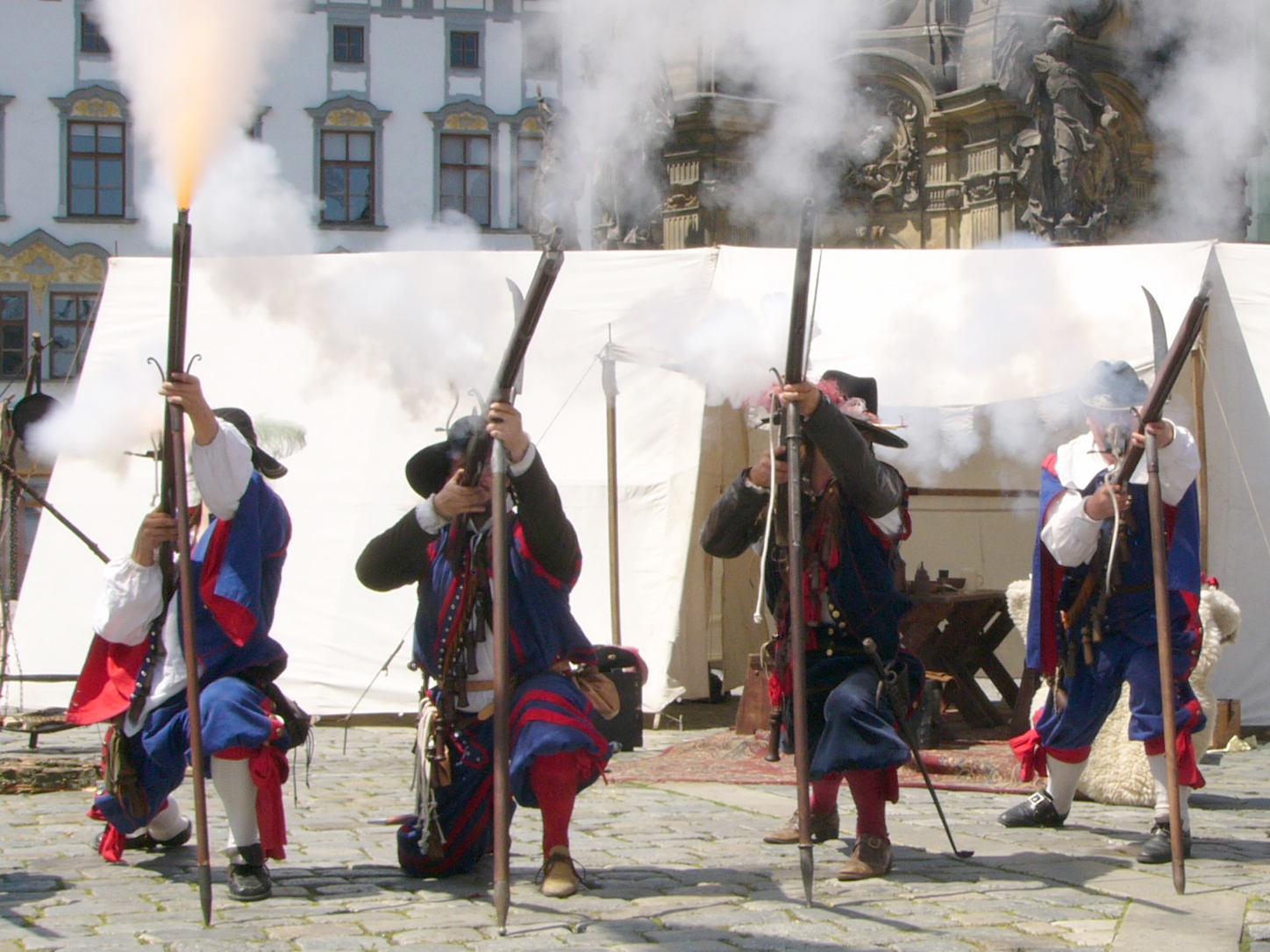
Мушкетери

Ріст попиту на товари масового вжитку викликав бурхливий розвиток промисловості в європейських країнах. Ідеологія протестантизму не перешкоджала впровадженню інновацій і тому промислова революція швидко охопила Голландію, Швецію та Англію. Було винайдено парову машину, ткацький верстат, потяг. Почав розвиватись добуток вугілля. Завдяки розвитку промисловості почали розвиватись міста і Велика Британія стала першою країною, у якій кількість міського населення перевершило сільське.
Під час Другої промислової революції новий набір технологічних досягнень, включаючи електрику, двигун внутрішнього згоряння та конвеєрне виробництво, знову підвищив продуктивність. Тим часом промислове забруднення та шкода навколишньому середовищу, наявні з часу відкриття вогню та початку цивілізації, різко прискорилися.
Економіка розвивалась і умовах вільної конкуренції, періоди економічного піднесення чергувалися з економічними кризами. Основою економіки стала промисловість, а не сільське господарство.
Винайдено нові види транспорту (залізничний і автомобільний), засоби зв'язку (телеграф і телефон).
Важкі умови праці й соціальна незахищеність найманих робітників негативно впливали на стабільність суспільства. Боротьба робітників за свої права стала важливим чинником суспільного життя. Суспільство європейських країн набуло характеру індустріального.

#### Революція в військовій справі
Експансія європейських країн частково забезпечувалась їх перевагою в військовій справі. Хоча порох було винайдено в Китаї, саме європейці значно вдосконалили стрілецьку зброю і зробили артилерію головним родом військ. Особливо в XIX ст. коли було розроблено нарізну зброю, набагато точнішу та далекобійнішу, ніж раніше.

## Новітні часи (1914 рік н.е.— тепер)
Основна стаття: Новітня історія
Новітнім часом називають період від початку Першої світової війни 1914 року і до сьогодні. Протягом цього періоду відбувся крах колоніальних імперій і виникнення національних держав. Відбулось зменшення ролі Європи та перехід світового лідерства до США.

### XX століття

#### Перша світова війна
Основна стаття: Перша світова війна

Антанта і Центральні держави в Першій світовій війні. Темно-зелений — держави Антанти. Світло-зелений — колонії, домініони, території або окуповані території держав Антанти. Темно-помаранчевий — Центральні сили. Світло-помаранчевий — колонії центральних держав або окуповані території. Сірий — нейтральний.

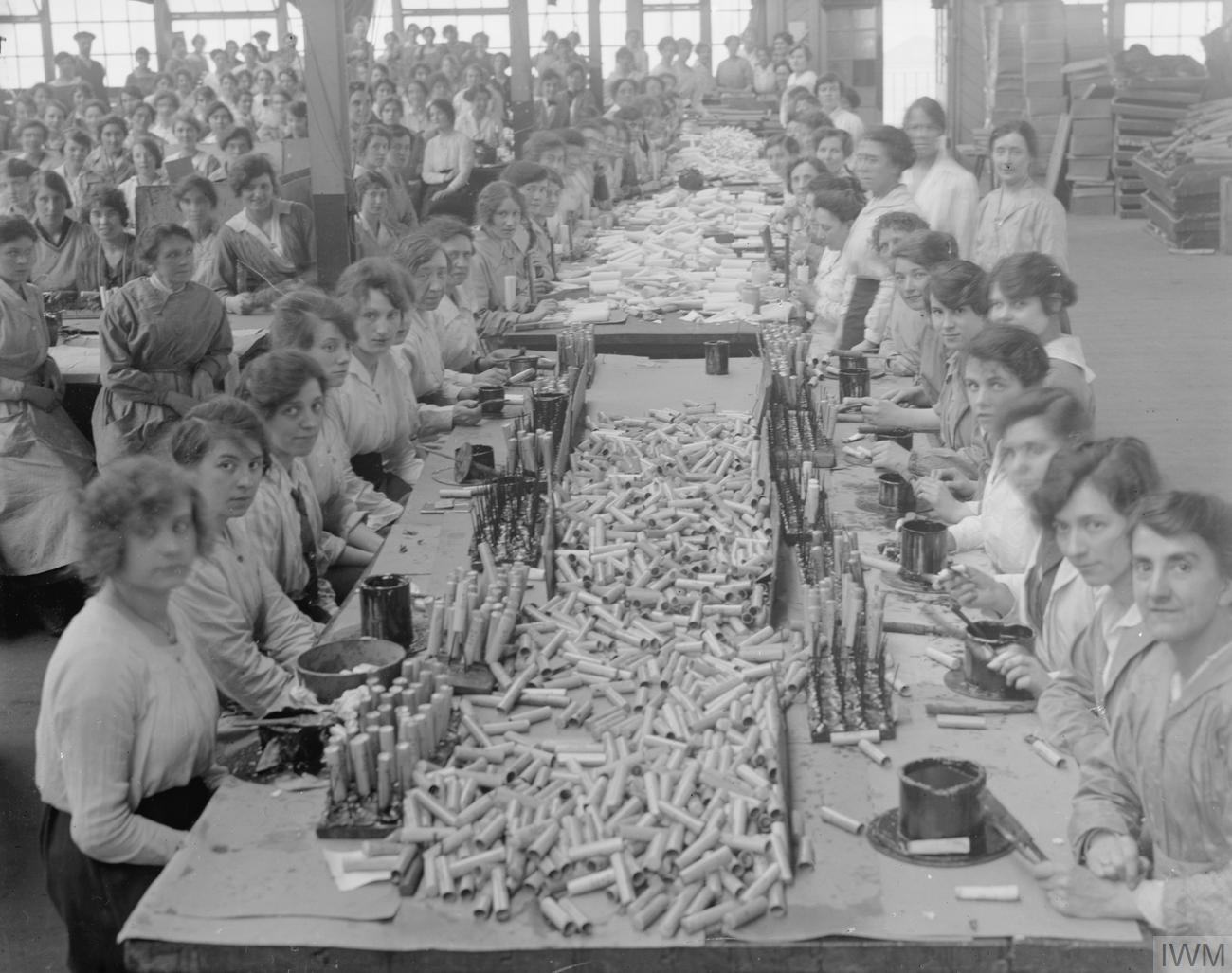
Виробництво зброї в Британії під час Першої світової війни, 1918 р.

Перша світова війна (1914—1918) полягала в збройному конфлікті між військово-політичним блоком Центральні держави (Німецька імперія, Габсбурзька монархія (Австро-Угорщина) і Османська імперія) з одного боку та військово-політичним блоком Антанта (Франція, Російська імперія, Велика Британія, Італія, Сербія і США) — з другого.
Австро-Угорщина оголосила війну Сербії. На захист Сербії виступила Російська імперія, і тоді Німеччина, захищаючи Австро-Угорщину, оголосила війну Росії та її спільниці — Франції. Німецькі війська ввійшли через Бельгію у Францію, внаслідок чого виявилася втягнутою у цю війну і Велика Британія, тому що ще у 1830 році вона зобов'язалася захищати Бельгію. Разом із Великою Британією у війну були утягнуті й інші держави та колонії, що були розкидані по світу. Так сталася перша світова війна, названа так тому, що участь у ній узяли майже всі країни світу. Українці, не маючи на той момент власної держави, яка б захищала їх національні інтереси, змушені були воювати за інтереси чужих імперій: у російській армії налічувалось 3,5 млн українських солдатів, ще 250 тис. служили в австрійському війську.
У війні брало участь 38 держав, на полях якої боролося понад 74 мільйонів осіб, з яких близько 9 мільйонів було убито і 20 мільйонів покалічено. Ця війна за своїми масштабами, людськими втратами та наслідкам не мала собі рівних у всій попередній історії.
Перемога Антанти у 1918 році поклала край існуванню трьох європейських імперій: Габсбурзької, Німецької і Османської. За умовами повоєнних мирних угод, на місці багатонаціональних імперій поставали національні держави, а замість монархій — демократичні республіки.

#### Тоталітарні рухи

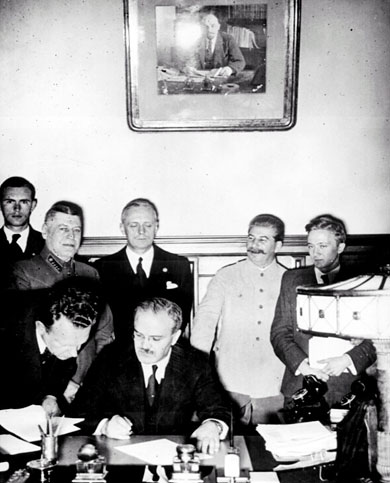
Підписання Пакту Молотова — Ріббентропа у Москві 23 серпня 1939 року

Основна стаття: Комунізм, Фашизм, Нацизм

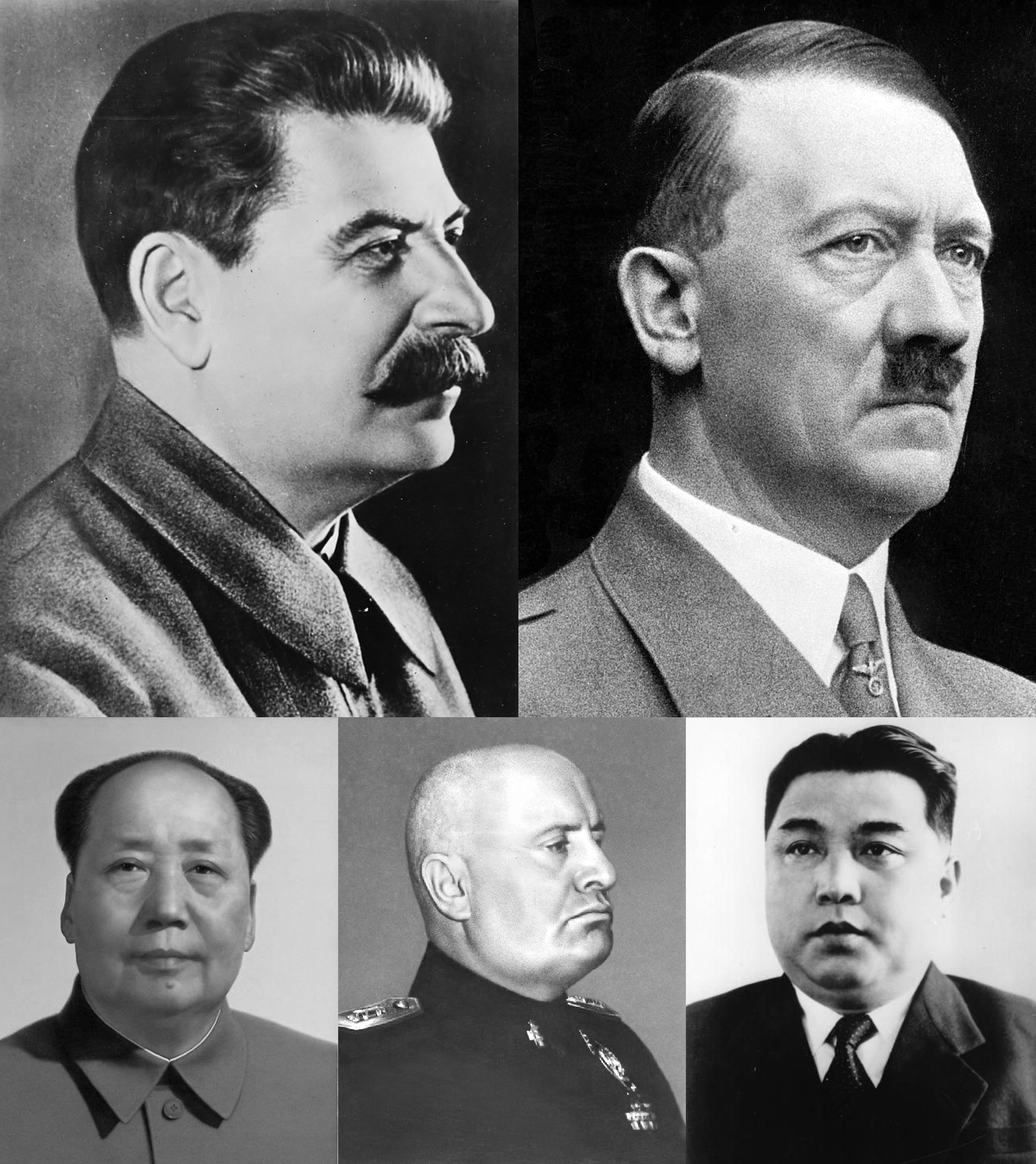
Колаж тоталітарних лідерів (кожен рядок — зліва направо) Йосип Сталін, Адольф Гітлер, Мао Цзедун, Беніто Муссоліні та Кім Ір Сен.

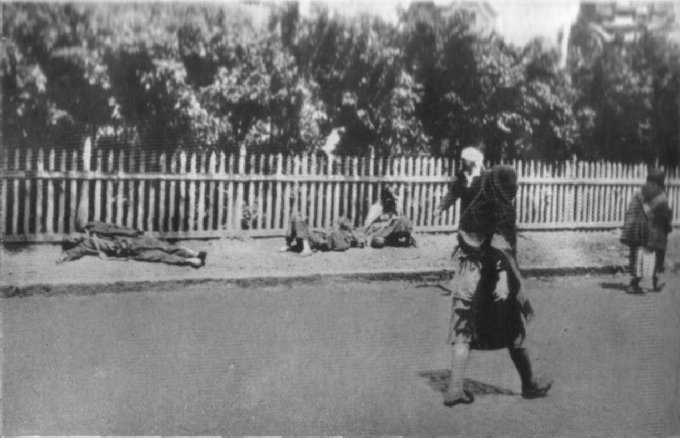
Фото часів Голодомору 1932—1933 рр.

Перша світова війна 1914—1918 років знищила старі європейські імперії, постали ідеї народного суверенітету.
З 1917 по 1922 на території Росії точилася громадянська війна, яка завершилася повною перемогою комуністів, у результаті чого було створено Союз Радянських Соціалістичних Республік (СРСР) на більшій частині території колишньої Російської імперії. У склад СРСР було включено 15 республік, серед яких була й Україна.
Фашизм виник у Італії у 1922 році, дуче італійського фашизму Беніто Муссоліні був очільником Королівства Італія з 1922 по 1943 роки. У ті часи було заборонено усі інші партії в Італії крім Фашистської партії, контролювалась преса, жорстко контролювалась освіта і профспілки. Провадилась агресивна політика щодо сусідніх держав.
У Німеччині нацисти (націонал-соціалістична партія) прийшли до влади у 1933 році.
Під час зміцнення націонал-соціалізму та сталінізму (1933—1938), спільної німецько-радянської окупації Польщі (1939—1941), а потім німецько-радянської війни (1941—1945) території центральної Польщі, Україну, Білорусь та Балтійські держави спіткало масове насилля в масштабах, раніше небачених в історії. Жертвами його переважно стали євреї, білоруси, українці, поляки, росіяни й балтійці. Аушвіц — найвідоміше місце вбивств, нині він символізує Голокост.

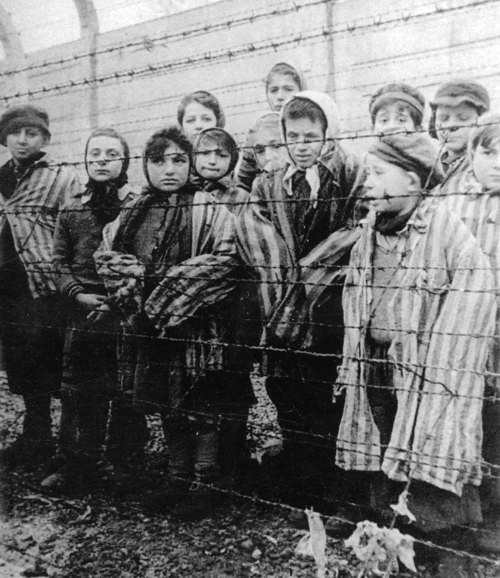
Діти в концтаборі Голокосту 1945

Нацистський та радянський режими убили в центрі Європи близько 14 мільйонів людей (всі ці люди були жертвами винищувальної політики, а не бойових дій: більшість становили беззбройні жінки, діти й старі, третина з них — на совісті Радянського Союзу) протягом дванадцяти років між 1933 та 1945 роками, коли Гітлер і Сталін перебували при владі. Радянський Союз переміг нацистську Німеччину на східному фронті Другої світової війни і цим забезпечив Сталіну вдячність мільйонів і центральну роль у встановлені повоєнного ладу в Європі. Проте протягом 1930-х років Сталін влаштував Голодомор на території України і розстріли 750 тисяч людей, він убивав власних громадян не менш ефективно, ніж Гітлер убивав чужоземних.
Досі існує комуністичний лад у Китаї. Після повалення 1912 році китайської монархії, за владу у Китаї боролись націоналістична партія Гоміндан та Комуністична партія Китаю. Громадянська війна закінчилась у 1949 році і в результаті КПК отримала контроль над більшою частиною материкового Китаю (Китайська Народна Республіка) на чолі з Мао Цзедуном, а Гоміндан відступила до Тайваню (частково визнана держава Республіка Китай). Так звана «проблема двох Китаїв» досі актуальна. Ряд іноземних урядів, іноземних прес-агентств і неурядових організацій критикували ситуацію з дотриманням прав людини в КНР, стверджуючи про широкомасштабні порушення громадянських прав.
У 1910 році Корея була анексована Японською імперією. Після капітуляції японців наприкінці Другої світової війни в 1945 році, Корея була поділена на дві зони: північ була окупована Радянським Союзом, а південь — США. Ініційоване Північною Кореєю вторгнення призвело до Корейської війни (1950—1953). Північна Корея є тоталітарною диктатурою, зі складним культом особистості навколо династії Кім.

#### Друга світова війна
Основна стаття: Друга світова війна

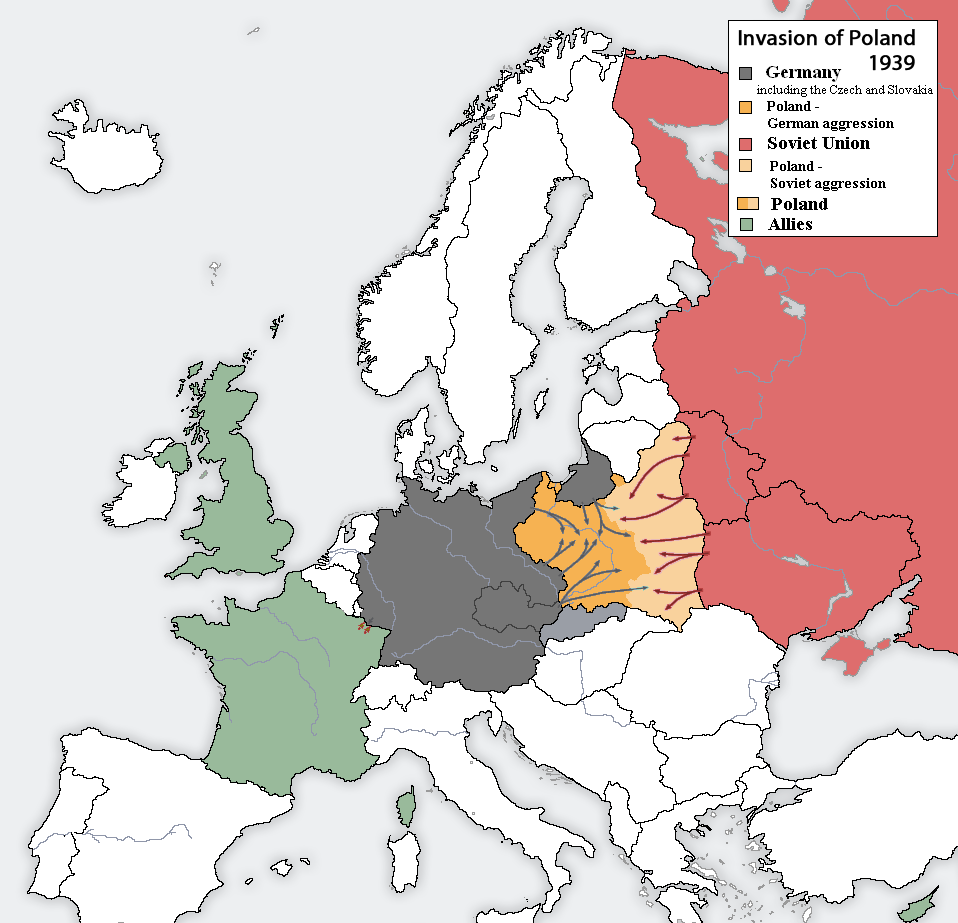
Карта показує початок Другої світової війни у вересні 1939 р.

У серпні 1939 року нацистська Німеччина і Радянський Союз підписали договір про ненапад, відомий як Пакт Молотова — Ріббентропа, що містив секретний протокол розподілу сфер впливу у Східній Європі: території ще незалежних Фінляндії, Естонії, Латвії, Литви, Польщі та Румунії.
Друга світова війна (1939—1945) розпочалася 1 вересня, коли нацистський Вермахт атакував Польщу. 20 серпня СРСР атакував Японію і здобув перемогу вже 15 вересня, а ще через два дні почав наступ на територію Польщі зі сходу. Червона армія і Вермахт зустрілися в центрі Польщі і 28 вересня Берлін та Москва підписали договір про дружбу і кордони.
Внаслідок «бліцкригу» вже до кінця 1940 року Німеччині вдалося захопити майже всю Європу.

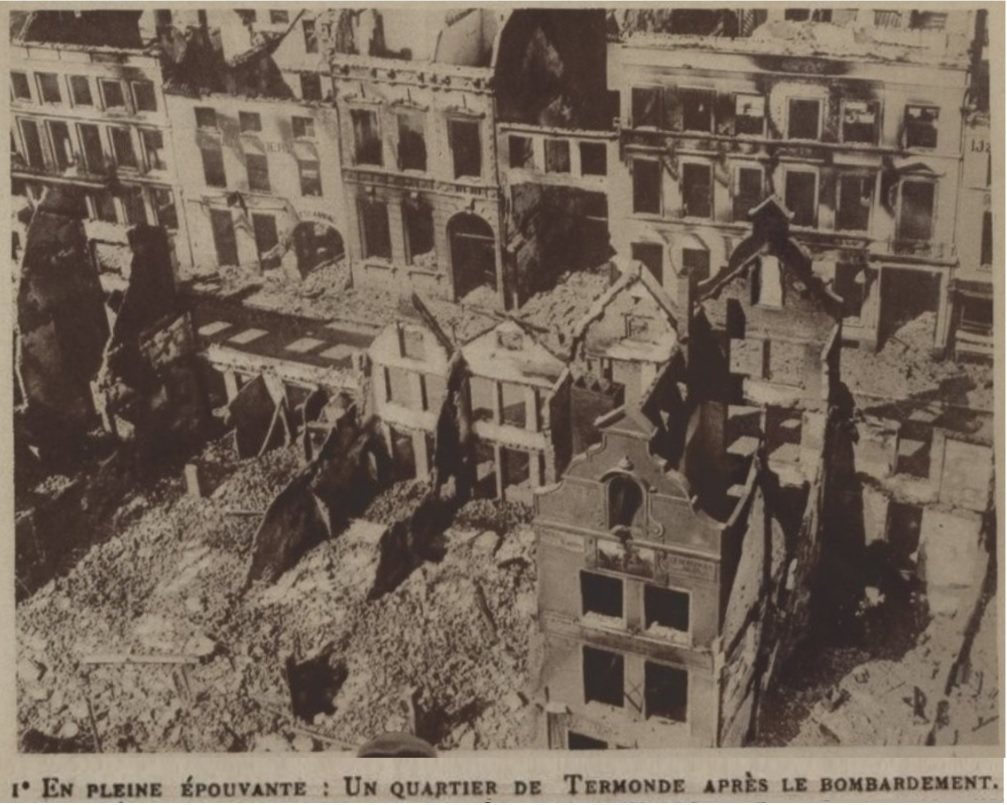
Руїни м. Дендермонда (Бельгія) після бомбардувань Другої світової війни

У 1941 році Гітлер пішов проти Радянського Союзу, до листопада дійшовши до Москви. Влітку 1941 року була сформована антигітлерівська коаліція, до якої ввійшли СРСР, США, Велика Британія, Франція та Китай, а також Югославія, Польща, Чехословаччина та деякі інші країни.

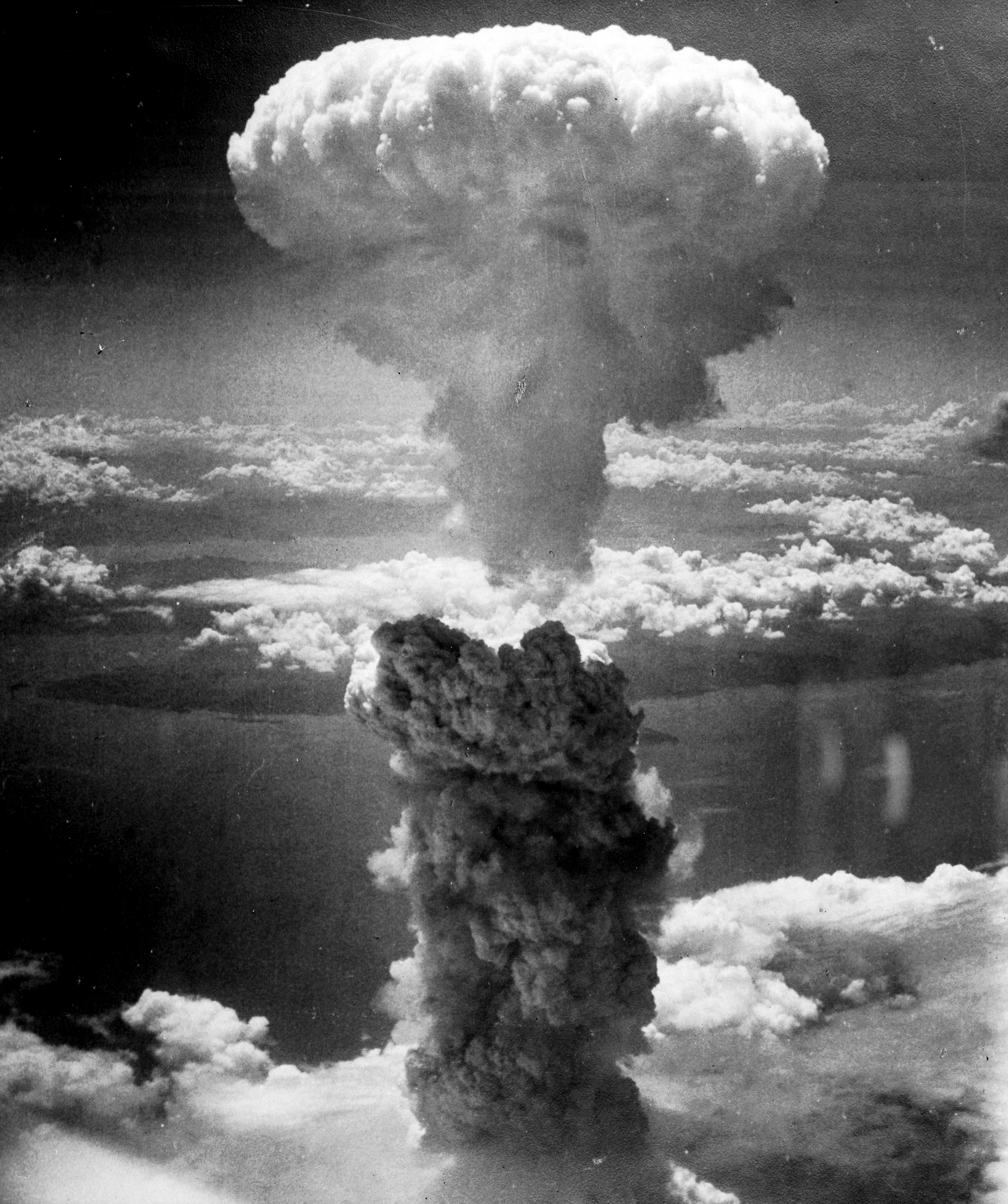
Ядерний удар по Нагасакі

США вступили у війну наприкінці 1941 року, після того, як японці напали на військово-морську базу США у Перл-Гарбор (Гавайські острови). 1945 року США скинуло на японські міста Хіросіма та Нагасакі дві ядерні бомби.

З обох боків загинули мільйони людей. Радянський Союз загубив більше, аніж 27 млн осіб, у концентраційних таборах Європи загинуло близько 6 млн осіб — представників різних національностей. Найбільше за всіх постраждали євреї — адже Гітлер поставив собі завдання повністю їх знищити.

Структура Берлінської стіни

По завершенні війни 1945 року у німецькому місті Нюрнберг відбувся показовий Нюрнберзький процес над головними нацистськими злочинцями. Для запобігання нових світових конфліктів була створена так звана Організація Об'єднаних Націй (ООН), статут якої підписали 50 держав (у тому числі СРСР, США, Велика Британія, Китай та інші).
Після війни Німеччину було розділено: на території, окупованій СРСР, виникла так звана Німецька Демократична Республіка (НДР), на окупованій союзними військами — Федеративна Республіка Німеччини (ФРН). Столиця Німеччини — Берлін — теж була поділеною між союзними військами і розмежована так званою Берлінською стіною. Лише 1990 року НДР приєдналася до ФРН, внаслідок чого знову була утворена єдина німецька держава. Відновлення німецької економіки після війни є здобутком німецького міністра економіки Людвіга Ерхарда.

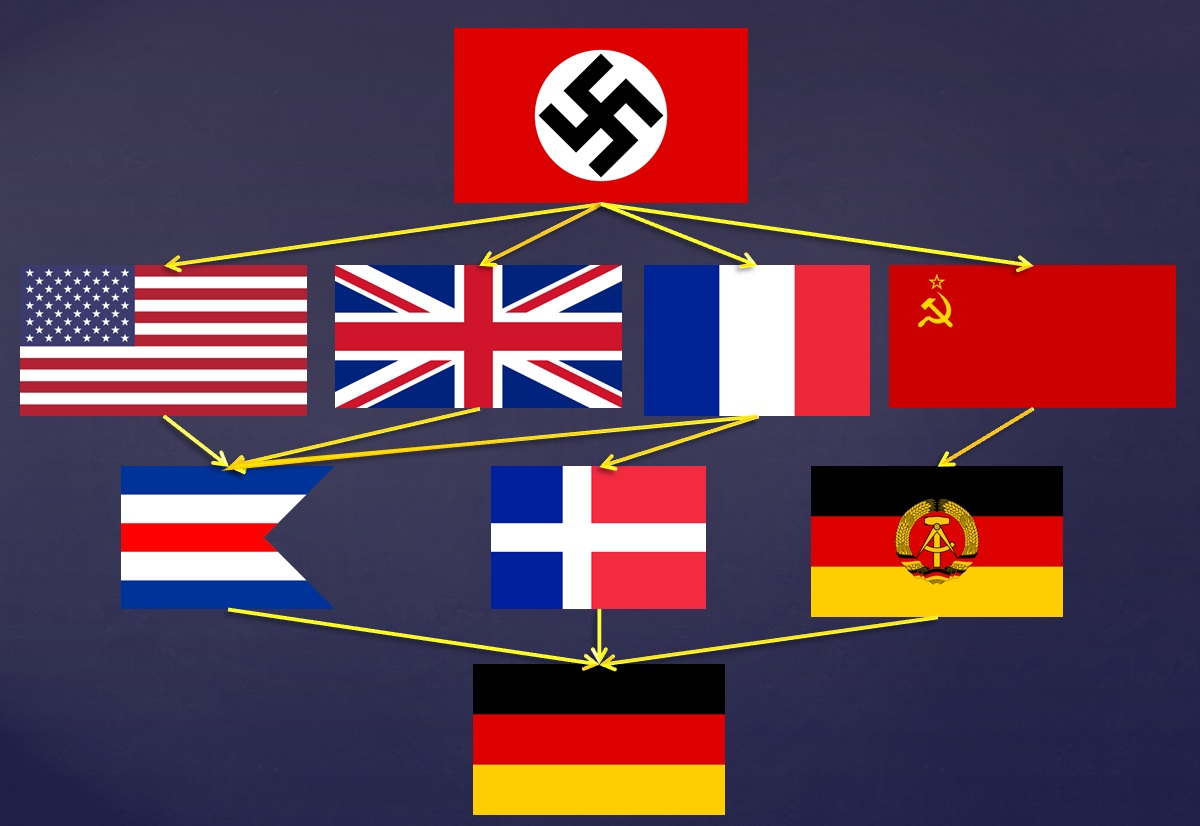
Поділ Німеччини 1949

Після перемоги у Другій світовій війні СРСР почав поширювати на країни свого впливу комуністичний режим, завдяки чому загостилися стосунки між СРСР та США, які були названі «холодною війною».

#### Холодна війна
Основна стаття: Холодна війна

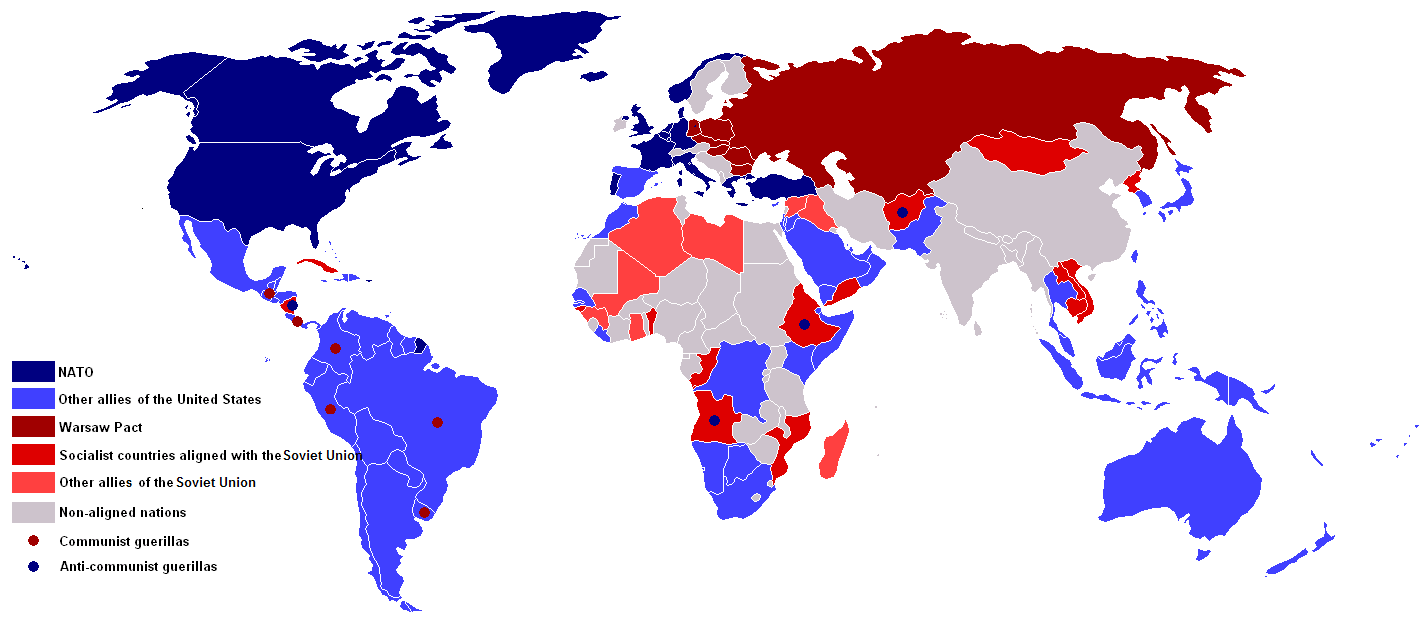
Карта світу 1980 року під час холодної війни.

Одразу після закінчення Другої світової війни почалось протистояння головних переможців. Викликане воно було відмінностями в ідеології. Демократичні країни об'єднались у блок НАТО на чолі з США, а СРСР створив їм на противагу соціалістичний табір. Але в нього не ввійшов Китай, який після смерті Мао Цзедуна вирішив співпрацювати з капіталістичними країнами.
За наполяганням США відбувся розпуск колоніальних імперій Великої Британії та Франції. Таким чином, у 1945 році здобула незалежність Індія, яка перед тим разом із Пакистаном та Бангладеш була колонією Великої Британії. Індія боролась за незалежність від 1885 року. У 1920 р. Рух опору очолив Магатма Ґанді, обираючи ненасильницькі форми бойкоту.
1959 року на Кубі сталася революція під керівництвом Фіделя Кастро і Ернесто Че Гевара. У революції взяли участь 7 млн осіб, внаслідок чого було скинуто режим кубинського диктатора Батисти. Найвищою точкою Холодної війни стала Карибська криза — загроза початку ядерної війни між США та СРСР внаслідок розміщення Радянським Союзом ядерних ракет на Кубі у жовтні 1962 року.
У 1989 році в країнах східної Європи пройшла серія безкровних скинень соціалістичного режиму, що отримали назву «оксамитових революцій».

#### Європейський союз
Основна стаття: Європейський союз
У 1993 році між двадцятьма країнами Європи був підписаний Маастрихтський договір, згідно з яким був створений Європейський Союз. З 1999 року в країнах ЄС почалось введення єдиної валюти — євро.

#### Близькосхідна криза. Ізраїль та Палестина
Основна стаття: Арабо-ізраїльський конфлікт

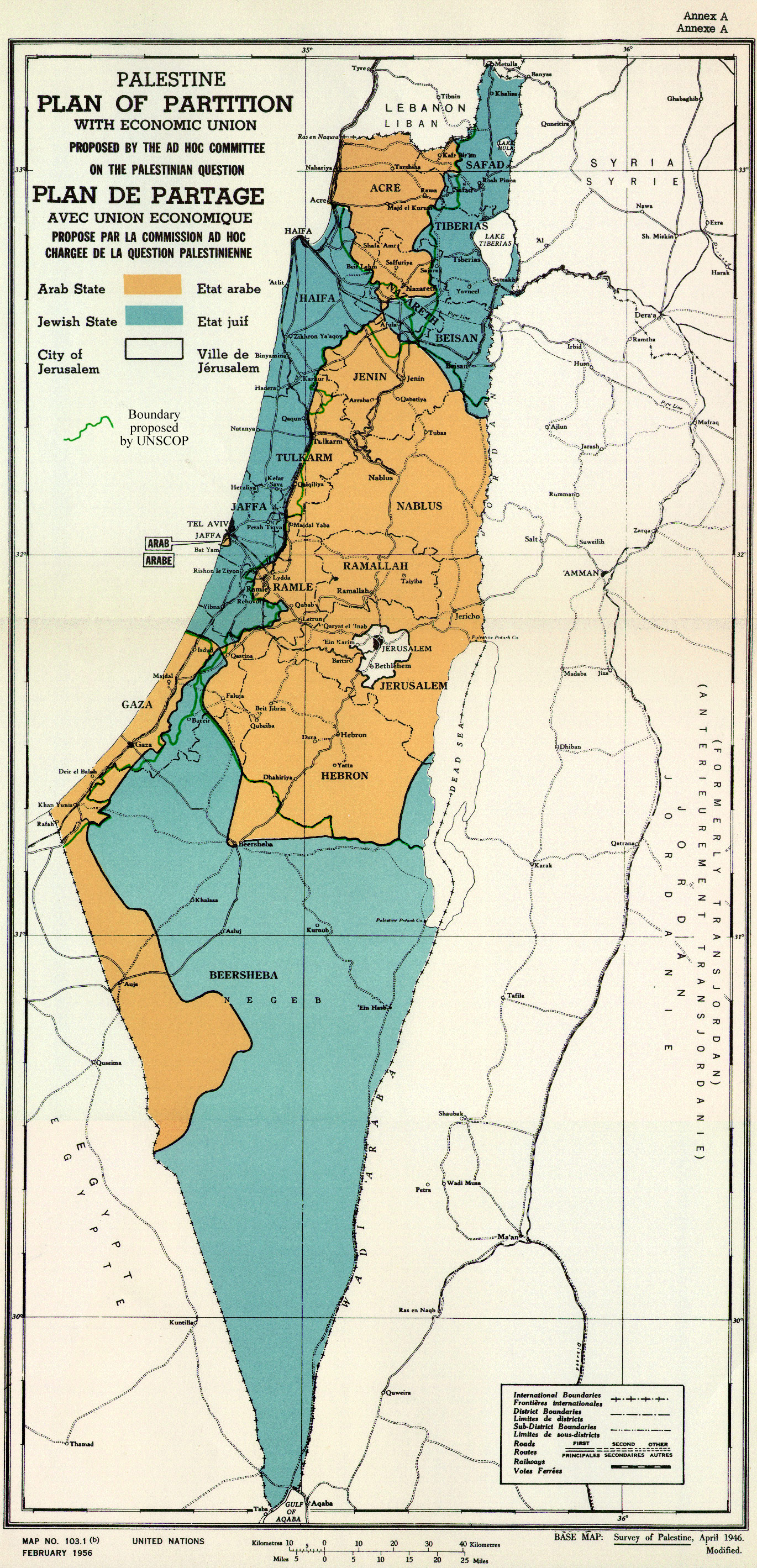
Мапа поділу Палестини. 1947 р.

"Духовною батьківщиною", як кажуть, євреїв завжди вважався Єрусалим — «Свята земля». Але з початку XVI ст. це місто належало Палестині, що входила у склад Оттоманської імперії. Саме тому ще наприкінці XIX ст. основну частину її населення складали араби (тобто мусульмани). Євреї ж були розкидані всіма країнами світу.
У 1917 році Палестина була захоплена Великою Британією, прем'єр-міністр якої Артур Джеймс Бальфур запропонував створити тут єврейську державу.
Напередодні Другої світової війни з боку нацистської Німеччини розпочалися масові гоніння на євреїв. По закінченні війни асамблея ООН, у 1947 році, ухвалила рішення про створення на цій території двох країн — єврейської (Ізраїлю) та арабської (Палестини). Єрусалим же, оскільки його вважають священним як мусульмани, так і євреї разом з християнами, вирішено було залишити інтернаціональним містом (тобто містом, що не належить жодній із країн).
Невдовзі Ліга арабських країн оголосила війну Ізраїлю. Ізраїль здобув перемогу, захопив велику частину території Палестини, а також західну частину Єрусалима. 1949 року — ООН добився припинення війни, залишивши Ізраїлю саме ту територію, яка була йому виділена раніше. На разі розпочалася війна в Ізраїлі.

##### Воєнні конфлікти близькосхідних країн
Подальші конфліктні ситуації включають:
- захоплення частини Єрусалиму Йорданією
- конфлікт між Єгиптом (що здобув незалежність від Великої Британії) з Великою Британією та Францією
- захоплення Ізраїлем всього Єрусалиму
- напад Єгипту з Сирією на Ізраїль
- мусульмансько-християнська війна у Лівані за участю Сирії та ООН
- війна між Іраном та Іраком.

#### Боротьба жінок за свої права
Основні статті: Жіноче виборче право, Фемінізм

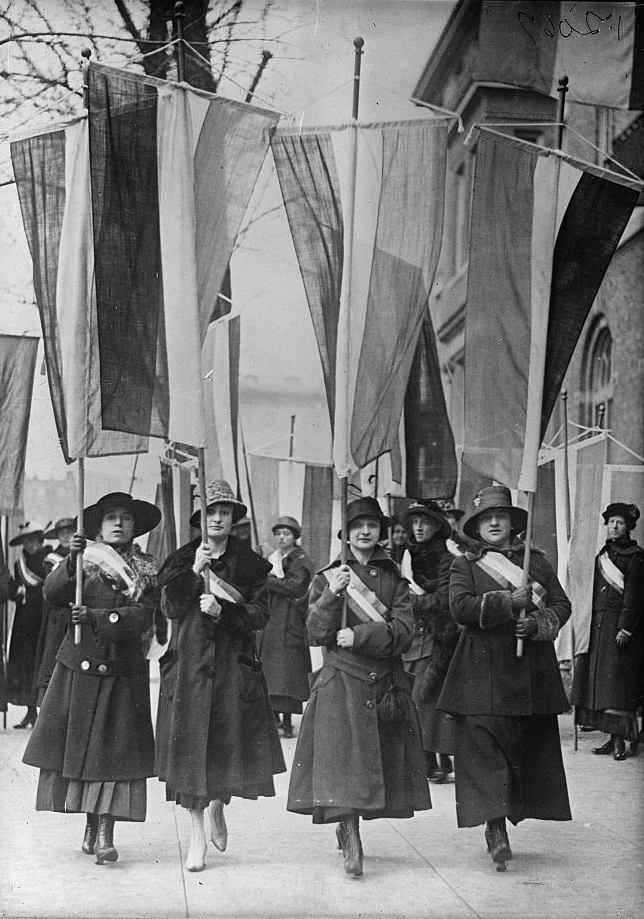
Пікет суфражисток

Рухи захисту прав жінок XIX та XX ст. боролися за надання жінкам права голосувати, лібералізацію законів про розлучення, забезпечення одруженої жінки економічною автономією, доступу жінок до вищої освіти, оплачуваної праці, до професійної діяльності.

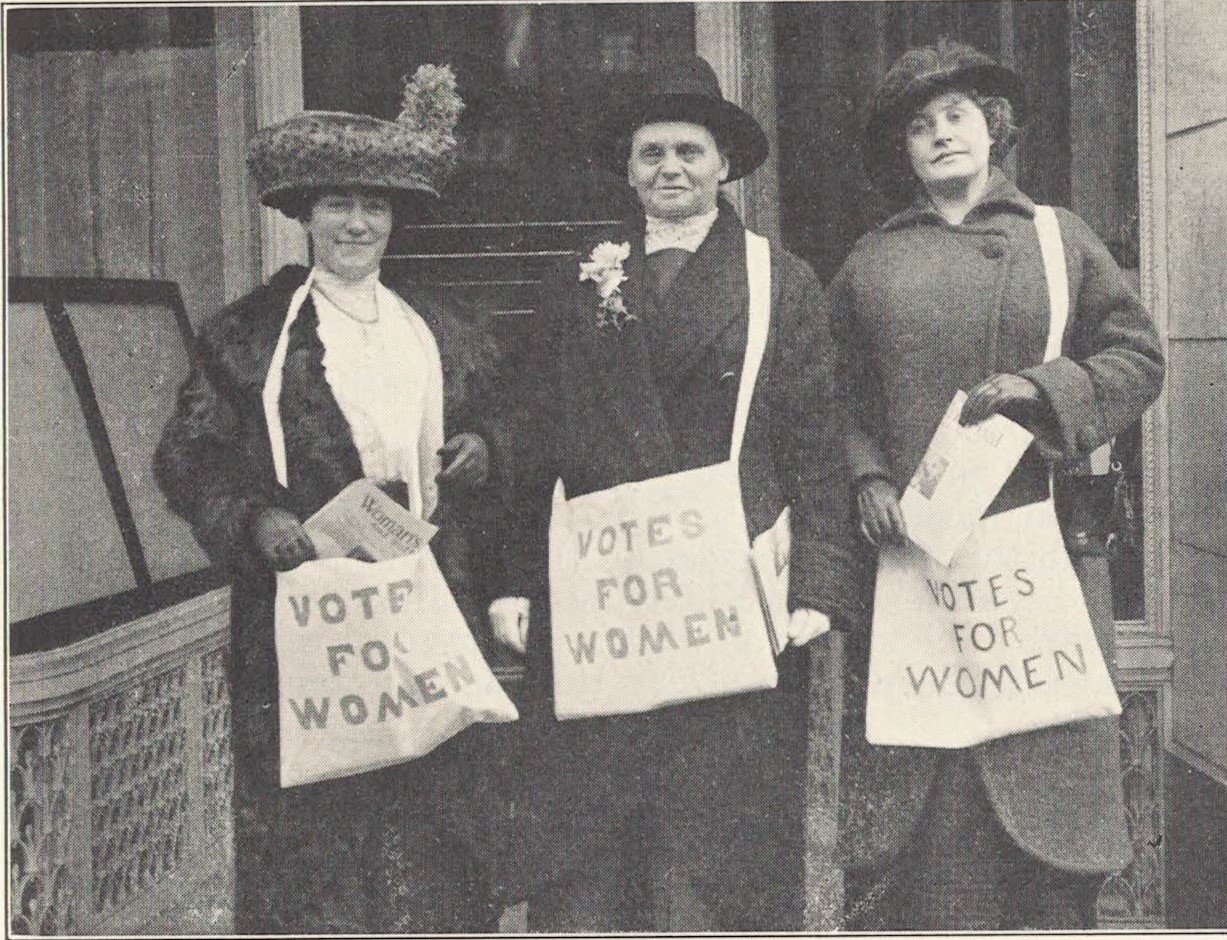
Жінки продають жіночий журнал (1915—1919)

Теорія рівності статей, яка становить ідейну основу організованого руху за права жінок, називається фемінізмом.
Фемінізм «першої хвилі» був організованим рухом за юридичну рівність жінок та чоловіків, що розпочався у 1848 р. у США та завершився з початком Першої світової війни у 1914 році.
У 1917 році здобули виборче право жінки у Росії. У 1918 році у Великій Британії право голосу одержали всі жінки від 30 років (у 1928 р. — після 21 року). У Великій Британії боротьба жінок за свої права була названа рухом суфражисток (від англійського слова suffrage — право голосу). Роки надання жінкам права голосу в інших країнах: 1893 рік — Нова Зеландія; 1902 р. — Австралія; 1913 р. — Норвегія; 1918 р. — Австрія, Німеччина та Польща; 1920 р. — США; 1932 р. — Бразилія; 1934 р. — Туреччина; 1944 р. — Франція; 1945 р. — Італія; 1949 р. — Китай та Індія; 1953 р. — Мексика, 1971 р. — Швейцарія, 1974 р. — Йорданія, 1976 р. — Нігерія, 2003 р. — Катар. У Саудівській Аравії жінки досі не мають права голосу.

Логотип антифеміністської групи тиску IGAF. На ньому — чоловік, який викидає символ фемінізму на смітник.

Фемінізм «другої хвилі» характеризується організованою боротьбою за фактичну реалізацію прав жінок, визнаних на законодавчому рівні. Розпочинається протестними виступами у 1960—70-х роках у США та Європі. Спільна вимога феміністок «другої хвилі» — боротьба за право не лише обирати, але ввійти самим у владні структури.
У 1979 р. було підписано міжнародну Конвенцію про ліквідацію всіх форм дискримінації щодо жінок, до якої на рівні з більш ніж ста країнами приєдналась і Україна.
У 2011 році було укладено Стамбульську конвенцію — міжнародну угоду Ради Європи, яка криміналізує та попереджує насильство проти жінок та дівчат і захищає постраждалих. Конвенція визначає насильство проти жінок порушенням прав людини та формою дискримінації і пропонує системні та контрольовані стратегії викорінення цих явищ.

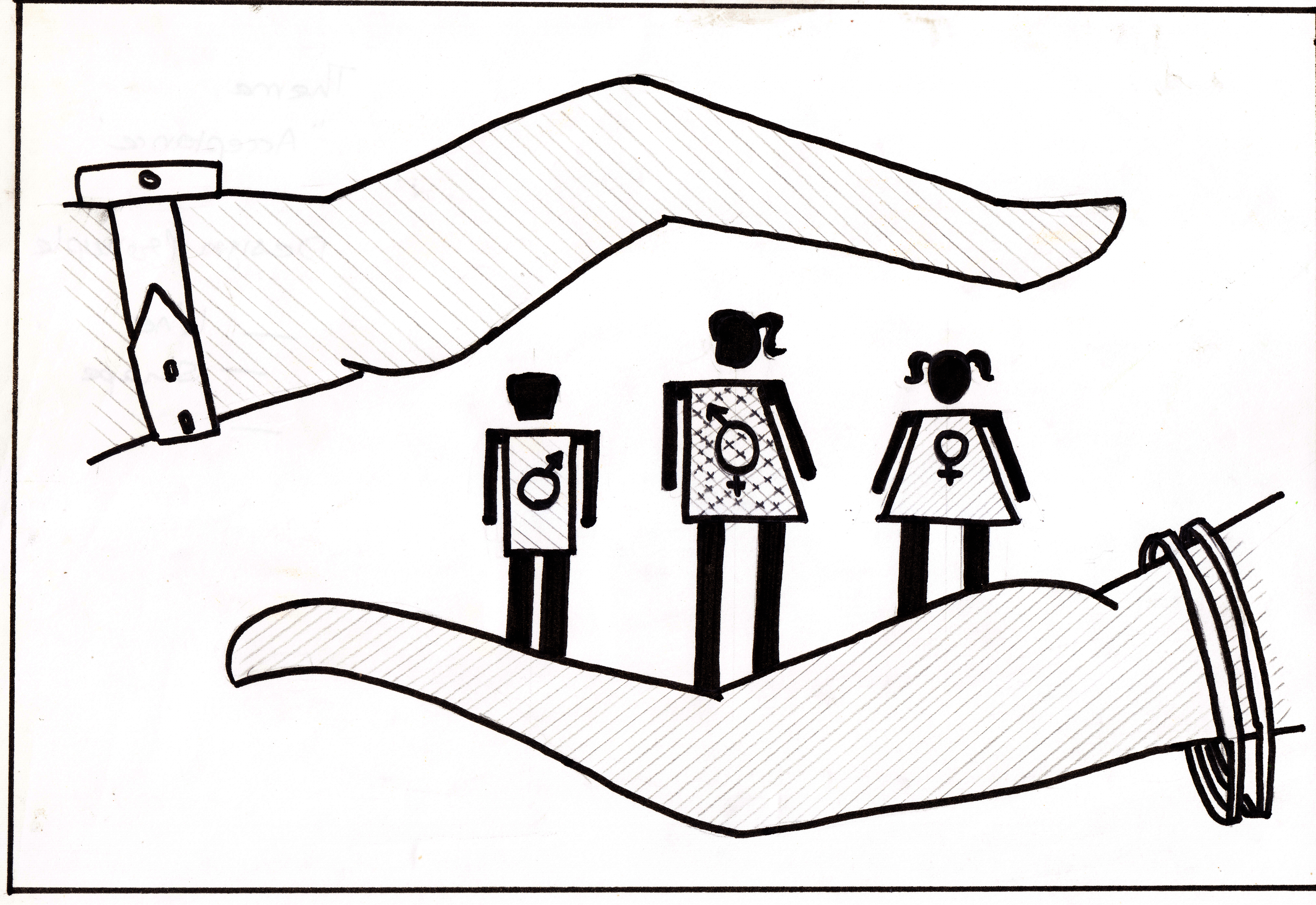
Ілюстрація щодо гендерної рівності усіх, зокрема ЛГБТ, що сповідується фемінізмом «третьої хвилі»

Фемінізм «третьої хвилі» не прийшов на заміну попереднього напряму, а існує паралельно з ним. Його появу трактують як реакцію нового покоління жінок на радикальний фемінізм. Цілі: боротьба з усіма можливими причинами нерівності, і не лише стосовно жінок; розвиток освіти молодих жінок, щоб вони були вільними й не боялися реалізовувати обрані цілі. Організації, котрі ідентифікують себе як феміністичні «третьої хвилі», об'єднують не лише жінок, а й чоловіків та представників різних меншин.
Через недостатнє знання та розуміння, освіченість щодо типів феміністичних ідей, їх кінцевих цілей і мотивів, а також специфічні усталені традиції, у різних суспільствах світу можна зустріти різноманітні упередження стосовно фемінізму.

#### Фото, кіно та телебачення

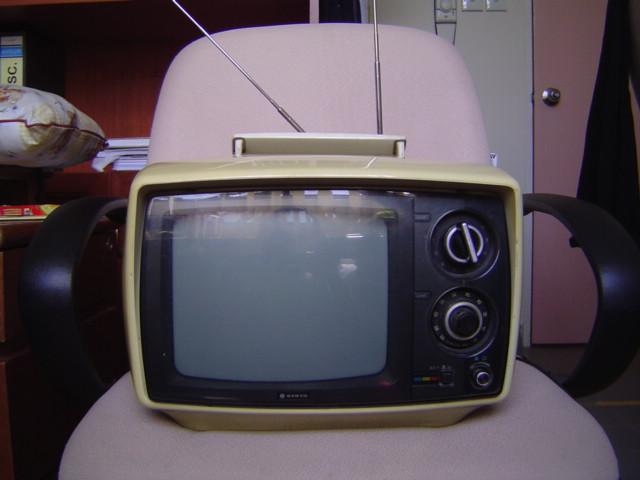
Ранній переносний телевізор

Дата винаходу фотографії — 1839 рік, коли Луї Дагер повідомив Паризькій академії про новий спосіб отримання зображення, який на його честь був названий дагеротипією. У 1841 році калотипія була винайдена у Великій Британії Вільямом Генрі Фокс Толботом. Винахід Толбота, до речі, виявився ближчим до сучасної фотографії.
У 1895 році завдяки братам Люм'єр з'явилося нове технічне мистецтво — кінематограф. Найперший у світі кіносеанс відбувся тоді ж, у 1895 році, у Парижі, у Гран-кафе на Бульвар-де-Капюсин.
Телебачення виникло у 1936 році, коли англійська компанія Бі-Бі-Сі почала вести свої перші телевізійні програми. У 1939 році це відбулося і у СРСР (спочатку у Москві та Ленінграді), а у 1941 році — у США.
Спочатку телебачення було чорно-білим. І лише у 1950-х роках завдяки цілому ряду технічних відкриттів з'явилася можливість передавати кольорове зображення. З середини 1980-х років ведеться розробка цифрового телебачення.

#### Завоювання космосу
Передумовою досягнень у космічній галузі була «холодна війна» між СРСР та США, внаслідок якої почалася так звана «космічна гонка».

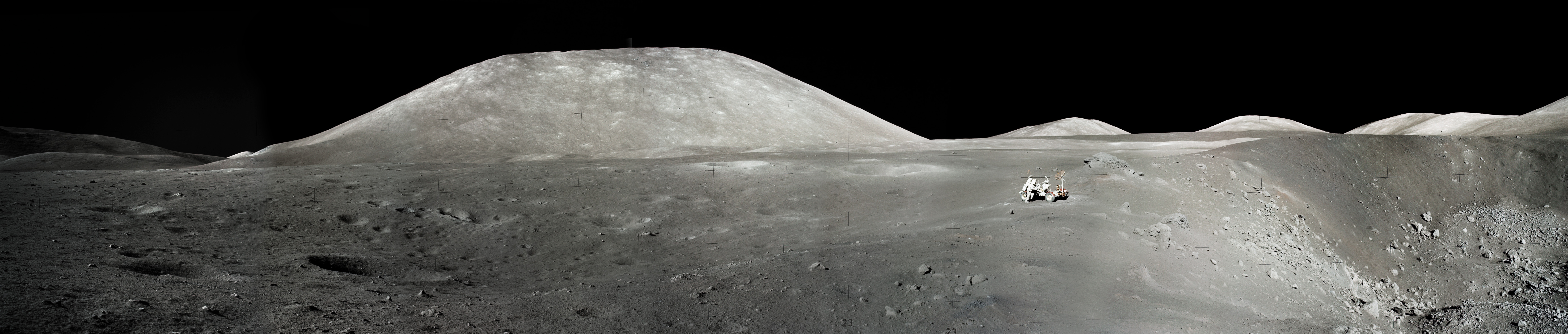
Панорама долини Таурус-Літтроу на Місяці. Фото астронавтів Аполлон-17, зроблене у 1972 р.

У 1957 р. СРСР запустив свій перший штучний супутник. У 1958 США запустили свій супутник «Експлорер-1». На борту другого супутника СРСР знаходилася перша жива істота — собака Лайка. 1961 року був запущений радянський космічний корабель «Схід», на борту якого знаходився Юрій Гагарін. У 1963 році у космосі побувала перша жінка — радянський космонавт Валентина Терешкова. 1965 року другий пілот радянського космічного корабля «Схід-2» Олексій Леонов вперше у світі вийшов у відкритий космос. Він відлетів від корабля на п'ять метрів і провів у відкритому космосі дванадцять хвилин. 1969 року американський астронавт Ніл Армстронг, командир космічної експедиції «Аполон-11» першим ступив на поверхню Місяця. У 1970 році радянська станція приземлилася на Марсі. У 1986 році Радянський Союз запустив орбітальну станцію «Мир». З тієї пори всі космонавти з різних країн відвідують її для проведення експериментів. Був затоплений 23 квітня 1996 року.
У 1997 році удосконалення комп'ютерної техніки та зв'язку дало можливість США запустити у космос і висадити на поверхню Марса дослідницького робота, що керувався із Землі. Зображення, яке передавав цей робот, бачили не тільки вчені у своїх лабораторіях, а й звичайні люди на екранах своїх телевізорів.
Зараз дослідження космосу продовжується.

#### Рух «зелених»

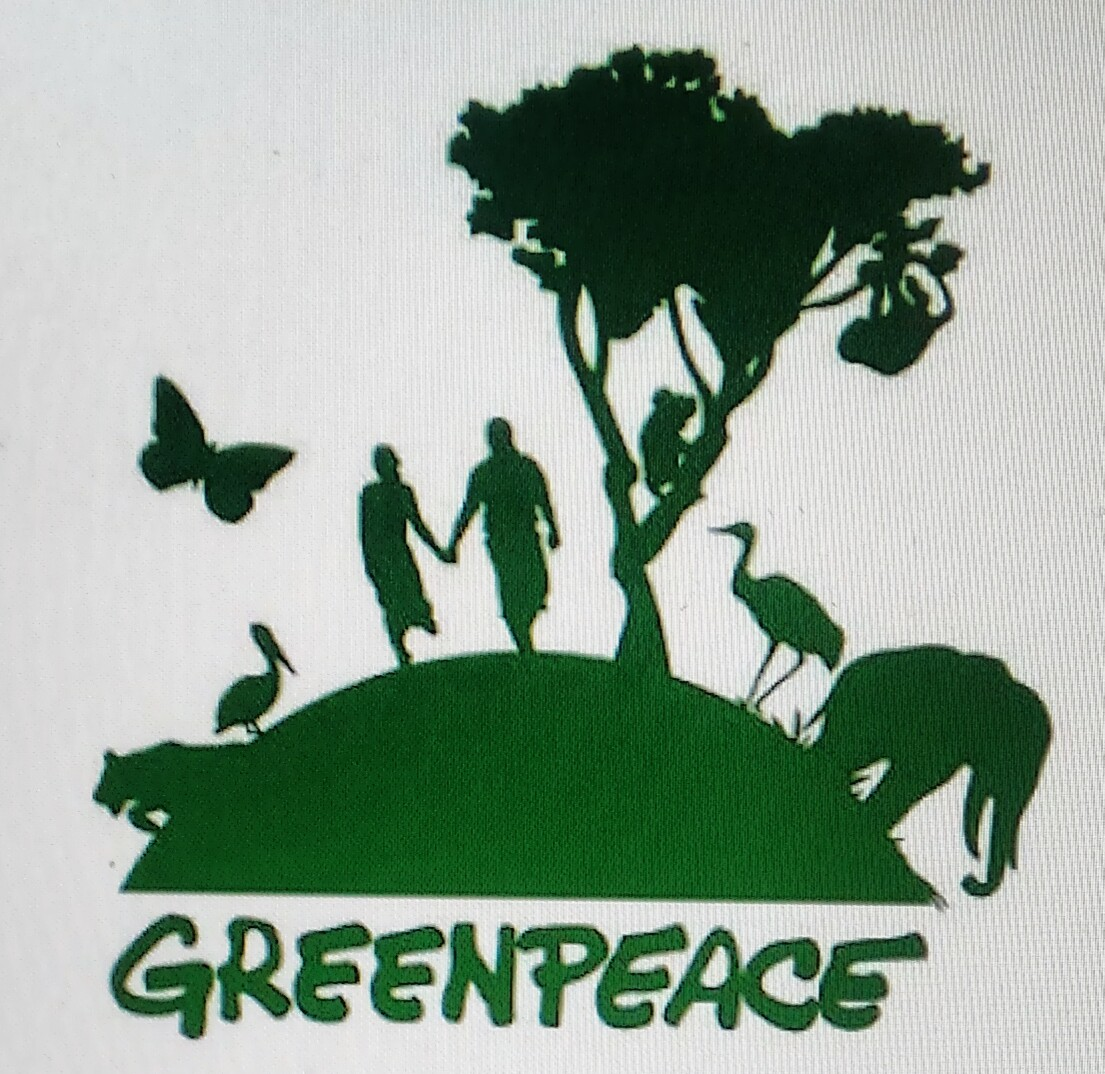
Greenpeace логотип

- Найважливішим питанням кінця XX ст. — початку XXI століття стало питання збереження природи. Greenpeace логотип 1971 р. — заснування активістами США та Канади міжнародної організації Грінпіс, що займається питанням зберігання природи. На сьогодні організація має свої відділення у 25 країнах, у тому числі у Києві. Основні напрямки діяльності «зеленого руху»:
  - проти ядерних випробувань та радіаційної загрози
  - проти забруднення середовища промисловими відходами
  - за збереження тварин та птахів
  - проти людського голоду та бідності
  - проти війни
  - проти вирубки лісів

### XXI століття
Китай швидко урбанізувався в XXI столітті.
У XXI столітті поширені комунікації за допомогою смартфонів та Інтернету, що спричинило фундаментальні суспільні зміни в бізнесі, політиці та особистому житті людей. Цей період був відзначений зростаючою економічною глобалізацією та інтеграцією з подальшим підвищенням ризику для взаємопов'язаних економік, прикладом чого є Велика рецесія кінця 2000-х і початку 2010-х років.
У 2020 році пандемія COVID-19 суттєво порушила світову торгівлю та спричинила спад у світовій економіці. Станом на 2022 рік понад шість мільйонів людей померли від COVID-19.
Згубний вплив людства на Землю посилився через зростання чисельності населення та індустріалізацію. Підвищені потреби в ресурсах Землі сприяють погіршенню навколишнього середовища, включаючи масове вимирання видів рослин і тварин, а також зміні клімату, що загрожує довгостроковому виживанню людства.
Російсько-українська війна триває між Росією та Україною з лютого 2014 року і на разі є наймасштабнішим збройним конфліктом у Європі від початку XXI століття. У лютому 2022 року конфлікт значно загострився, коли Росія розпочала повномасштабне вторгнення в Україну.